# Schienenverkehr in Japan

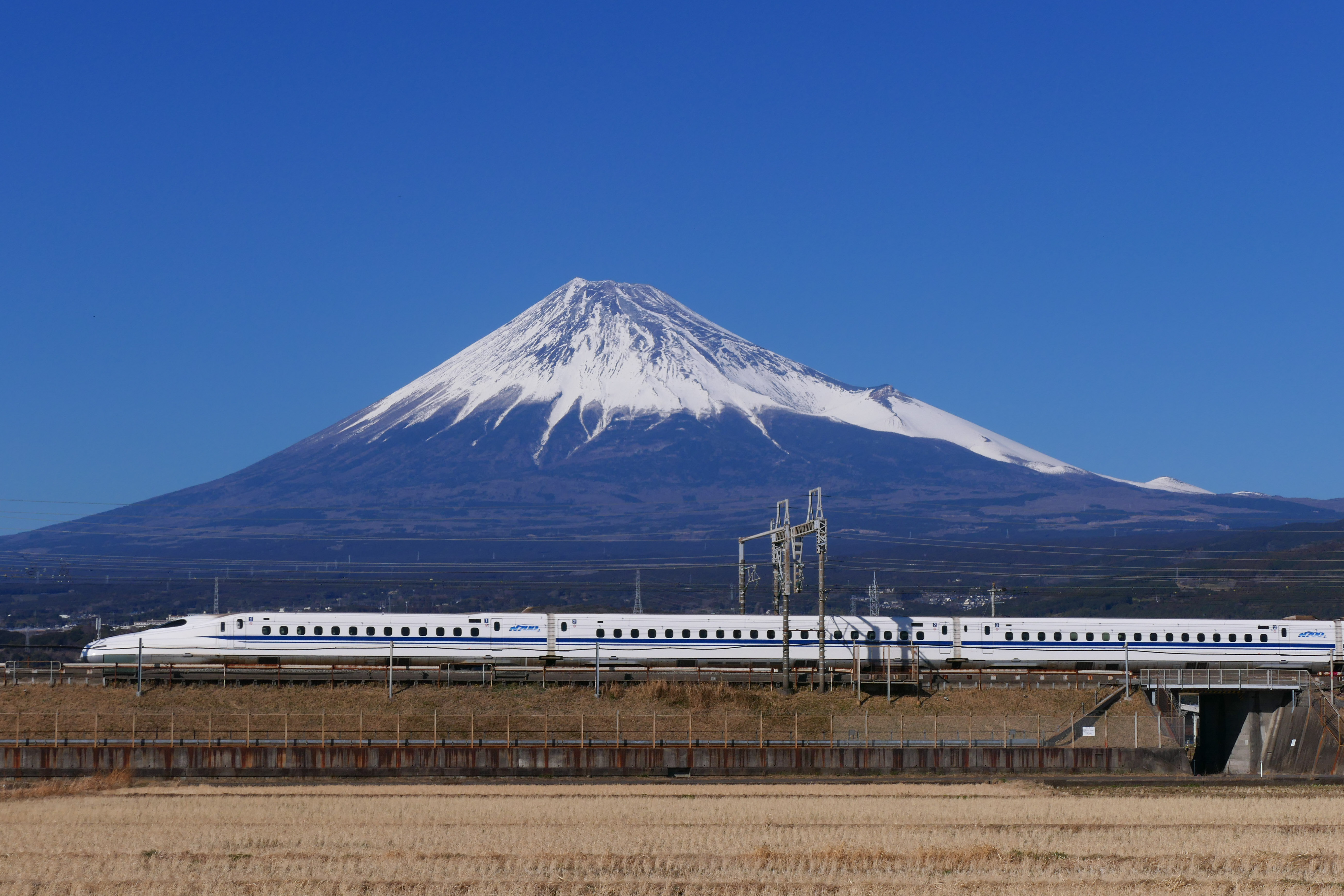
Shinkansen-Hochgeschwindigkeitszug vor dem Vulkan Fuji

Der Schienenverkehr in Japan ist ein bedeutender Verkehrsträger im Personenverkehr. Das Schienennetz in Japan gehört zu den dichtesten der Welt. Im Jahr 2015 war es 27.311 km lang, wovon 20.534 km elektrifiziert waren.
Das Netz ist zurzeit (2017) auf 127 Eisenbahnverkehrsunternehmen aufgeteilt. Fast drei Viertel des gesamten (überwiegend kapspurigen) Streckennetzes entfällt auf sechs Unternehmen der JR-Gruppe, die im Jahr 1987 nach der Privatisierung und Aufteilung der Japanischen Staatsbahn entstanden sind. Fünf dieser Unternehmen sind am Betrieb der Shinkansen-Hochgeschwindigkeitszüge beteiligt, die bis zu 320 km/h schnell verkehren und deren normalspuriges Streckennetz sich über die drei größten Inseln des Landes erstreckt. Ebenfalls von Bedeutung sind die «großen 16», hoch profitable Privatbahnen in den Metropolregionen von Tokio, Osaka und Nagoya. Trotz ihrer intensiven Nutzung und der hohen Verkehrsdichte gelten die japanischen Bahnen als ausgesprochen pünktlich.

## Systematik des Schienenverkehrs in Japan

### JR-Gruppe

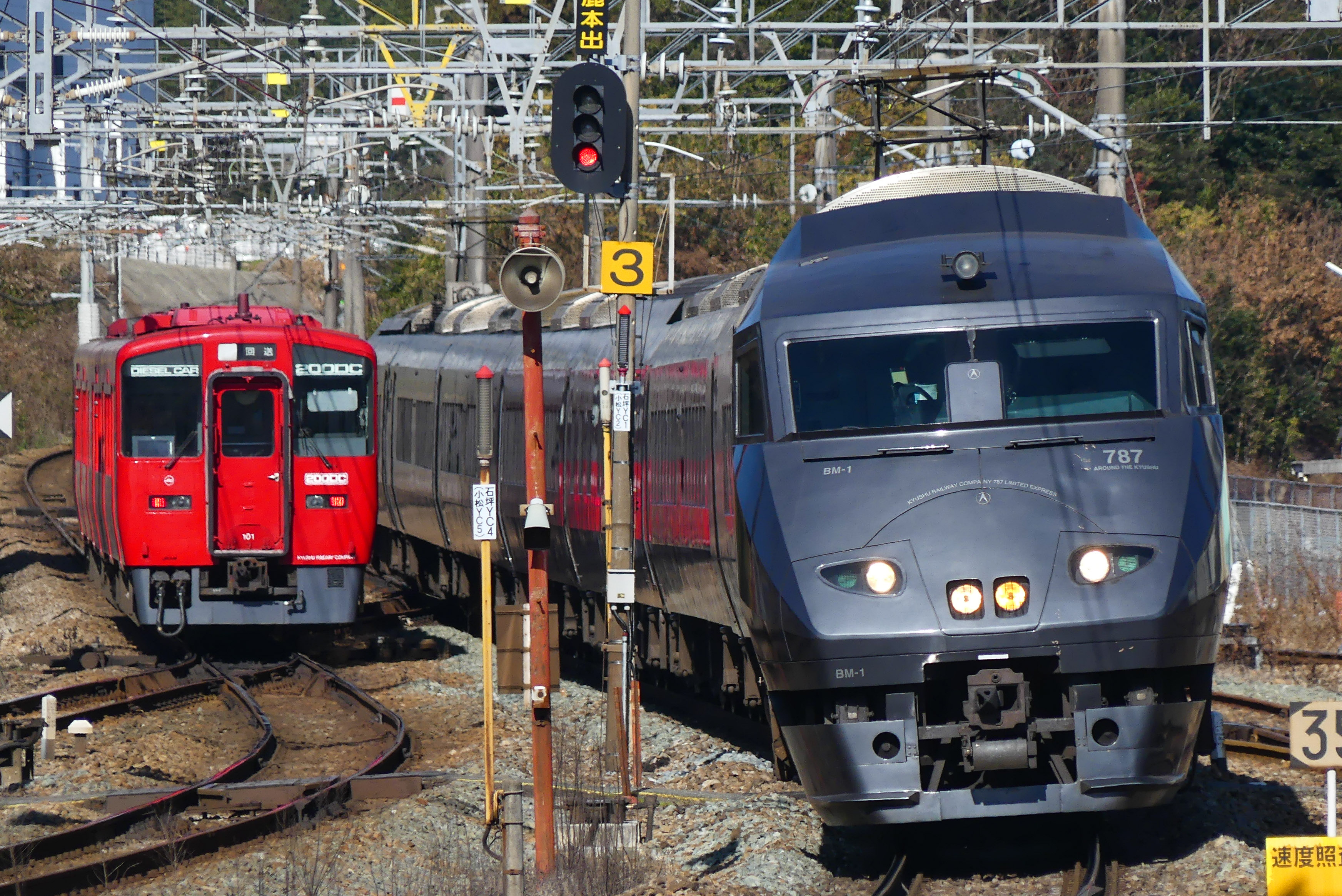
Nahverkehrszüge von JR Kyushu

Die Japan Railways Group, allgemein als JR Group (JRグループ, Jeiāru Gurūpu) bekannt, ist der Überbegriff für sieben rechtlich unabhängige Bahngesellschaften, die am 1. April 1987 die Nachfolge der privatisierten Japanischen Staatsbahn antraten. Die JR-Gruppe bildet das Herzstück des japanischen Bahnnetzes; sie betreibt fast den gesamten überregionalen Schnellzugverkehr und einen bedeutenden Teil des Schienenpersonennahverkehrs in den Ballungszentren.
Die Personenverkehrsgesellschaften der JR-Gruppe bedienen jeweils eine bestimmte geographische Region, betreiben aber auch Fernverkehrszüge über die Grenzen dieser Regionen hinaus. Es sind dies:
- Central Japan Railway Company (JR Central; engl. für JR Tōkai)
- East Japan Railway Company (JR East; JR Higashi-Nihon)
- Hokkaido Railway Company (JR Hokkaido)
- Kyushu Railway Company (JR Kyushu)
- Shikoku Railway Company (JR Shikoku)
- West Japan Railway Company (JR West; JR Nishi-Nihon)

Der Schienengüterverkehr wird von der Japan Freight Railway Company (JR Freight; JR Kamotsu) durchgeführt. Alle haben die Rechtsform einer privatrechtlichen Aktiengesellschaft (kabushiki-gaisha; engl. Übersetzung im Allgemeinen beliebig, bei den JR-Gesellschaften nur „Company“). Aber von den Unternehmen der JR-Gruppe sind nur JR Central, JR East und JR West vollständig privatisiert. Die übrigen sind im Besitz der Japan Railway Construction, Transport and Technology Agency (engl. für die tetsudō kensetsu, un’yū shisetsu seibi shien kikō 鉄道建設・運輸施設整備支援機構), einer Selbstverwaltungskörperschaft (dokuritsu gyōsei hōjin, engl. „Independent Administrative Corporation“ und ähnliches) unter Aufsicht des MLIT. Hinzu kommen zwei nachgelagerte Unternehmen, die gemeinsame Dienstleistungen für alle JR-Gesellschaften erbringen.

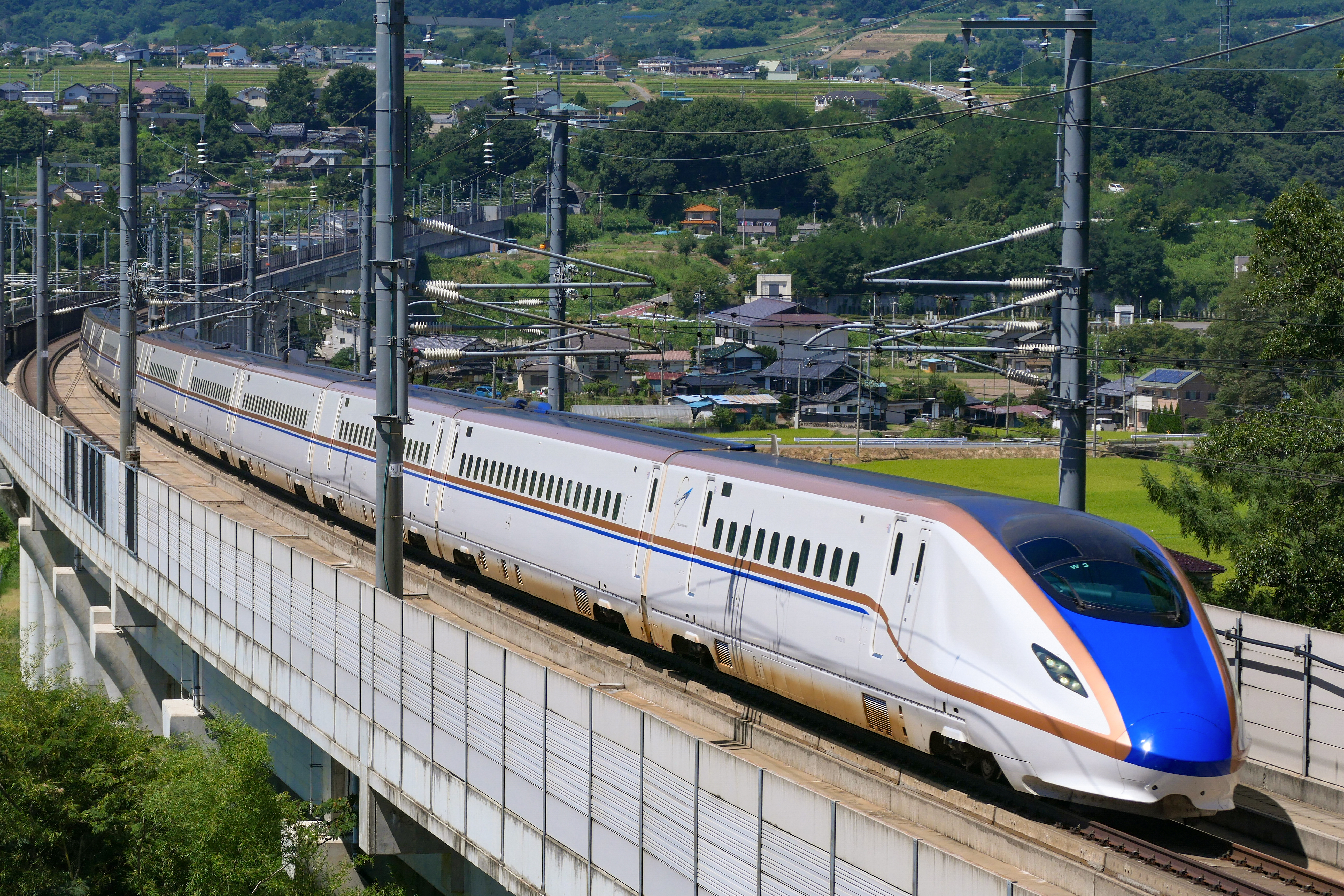
Shinkansen-Baureihe W7

Mit Ausnahme von JR Shikoku sind alle Personenverkehrsgesellschaften der JR-Gruppe am Betrieb des Shinkansen-Hochgeschwindigkeitsnetzes beteiligt. Es umfasst acht Schnellfahrstrecken mit einer Gesamtlänge von 2897 km (Stand 2025), die mit einer Geschwindigkeit von bis zu 320 km/h befahren werden. Die 1964 eröffnete Tōkaidō-Shinkansen zwischen Tokio und Osaka war die weltweit erste Bahnstrecke, die eigens für hohe Geschwindigkeiten konzipiert wurde. Es folgten die San’yō-Shinkansen von Osaka nach Fukuoka (1972–1975), die Tōhoku-Shinkansen von Tokio nach Aomori (1982–2010), die Jōetsu-Shinkansen von Ōmiya nach Niigata (1982), die Hokuriku-Shinkansen von Takasaki über Kanazawa nach Tsuruga (1997–2024), die Kyūshū-Shinkansen von Fukuoka nach Kagoshima (2004–2011) und die Hokkaidō-Shinkansen von Aomori nach Hakodate (2016). Letzterer nutzt den 1988 in Betrieb genommenen Seikan-Tunnel, der bis zur Eröffnung des Gotthard-Basistunnels im Jahr 2016 der längste Eisenbahntunnel der Welt war. Im Bau ist u. a. die Chūō-Shinkansen von Tokio über Nagoya nach Osaka, die als Magnetschwebebahn ausgeführt wird und eine Geschwindigkeit von 505 km/h ermöglichen soll.

### Bedeutende Privatbahnen

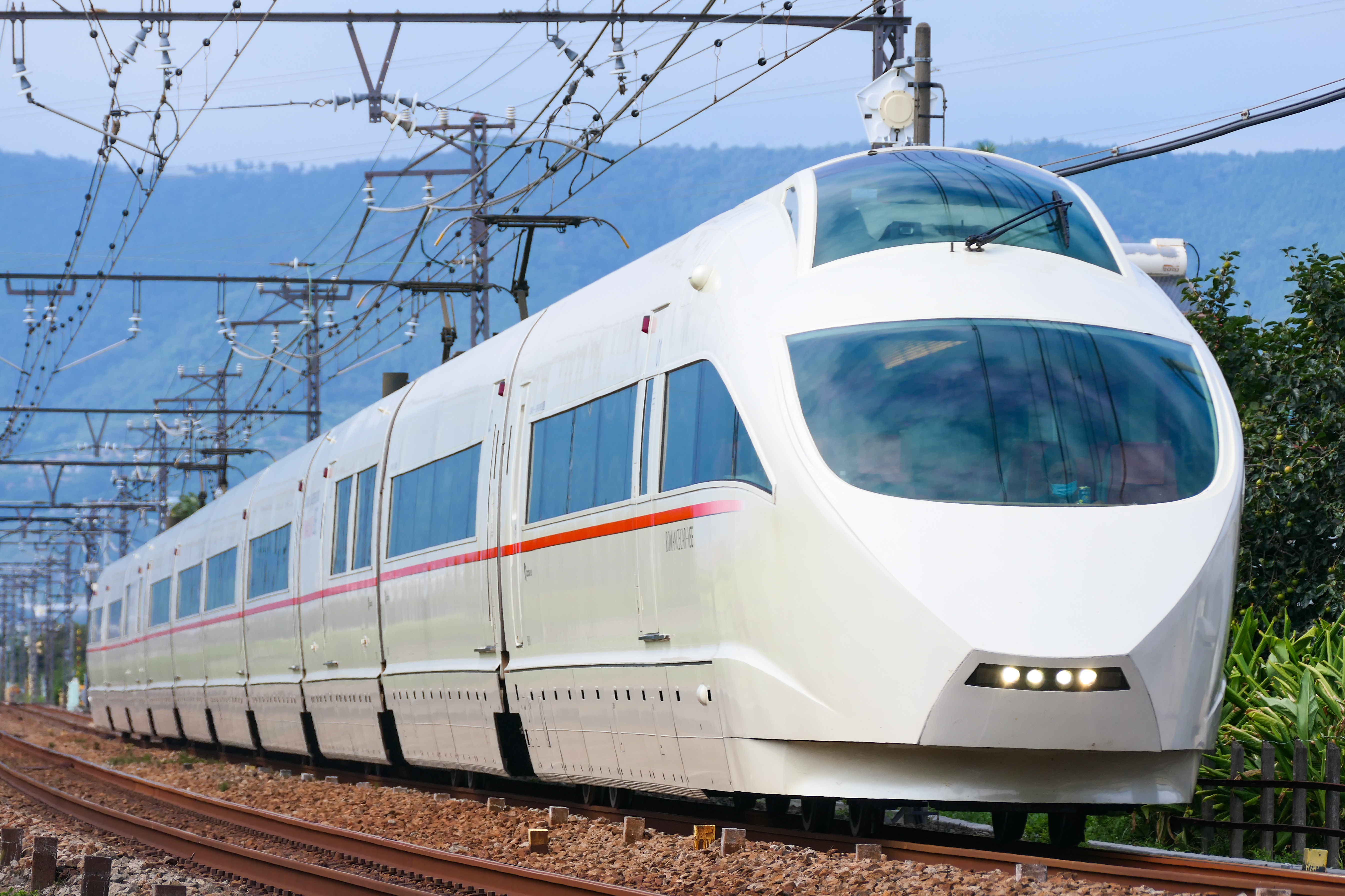
Schnellzug „Romancecar“ von Odakyū

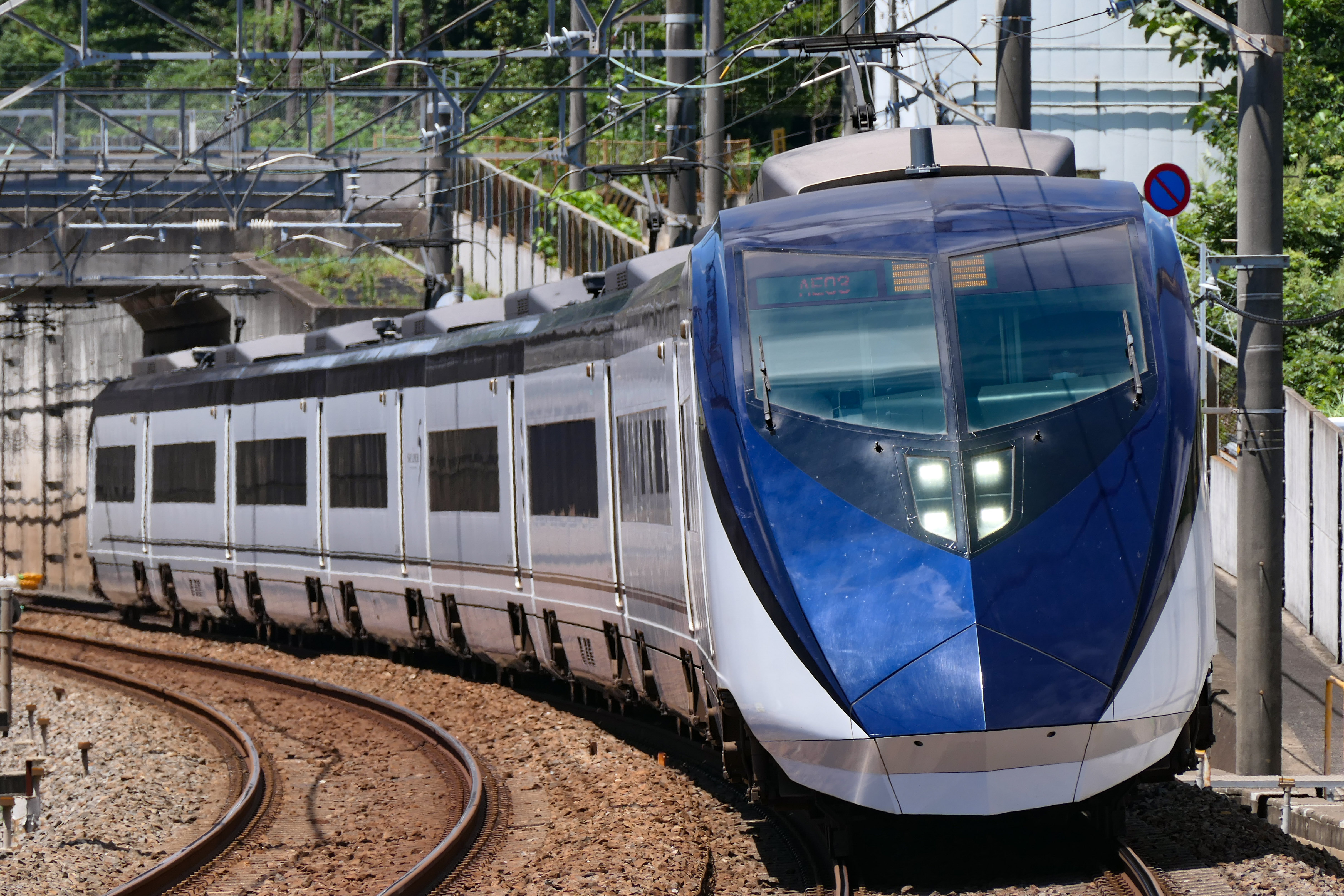
Flughafenexpress „Skyliner“ von Keisei

Japan besitzt eine große Zahl privater Bahngesellschaften, die zum Teil bereits während der Frühphase des staatlichen Bahnbetriebs existierten. Sie erwiesen sich vor allem in den Ballungszentren als weitaus rentabler und erwarben durch effizientes Management einen hervorragenden Ruf. Die Regierung förderte den Wettbewerb der privaten Gesellschaften, sowohl untereinander als auch mit der Staatsbahn. Sie konnten ihre Tarife selbst bestimmen, erhielten aber auch keine Subventionen. Aus diesem Grund waren sie früh gezwungen, in andere Geschäftsbereiche zu diversifizieren und im Einzugsbereich ihrer Strecken großflächige Grundstückserschließungen durchzuführen.
Den großen Privatbahnen war es insbesondere nach dem Zweiten Weltkrieg möglich, in ihren Verkehrskorridoren dicht bebaute Plansiedlungen mit Wohn-, Geschäfts-, Industrie- und Einkaufsvierteln aufzubauen und dadurch eine Verkehrsnachfrage zu erzeugen, die ihren vertikal integrierten Unternehmensgruppen in optimaler Weise zugutekam. Aus diesen Gründen sind die meisten Privatbahnen in den Ballungsräumen Japans finanziell unabhängig und der Bahnbetrieb ist in der Regel profitabel – ein markanter Gegensatz zu vielen Verkehrsnetzen in anderen Ländern.
Die wichtigsten dieser Privatbahnen werden unter der Bezeichnung „die großen 16“ zusammengefasst. Es sind dies:
- Hankyū Dentetsu
- Hanshin Denki Tetsudō
- Keihan Denki Tetsudō
- Keikyū
- Keiō Dentetsu
- Keisei Dentetsu
- Kintetsu
- Meitetsu
- Nankai Electric Railroad
- Nishi-Nippon Railroad (Nishitetsu)
- Odakyu Electric Railway
- Sagami Railway (Sōtetsu)
- Seibu Railway
- Tobu Railway
- Tokyo Metro
- Tōkyū Dentetsu

### Sonstige Eisenbahnen

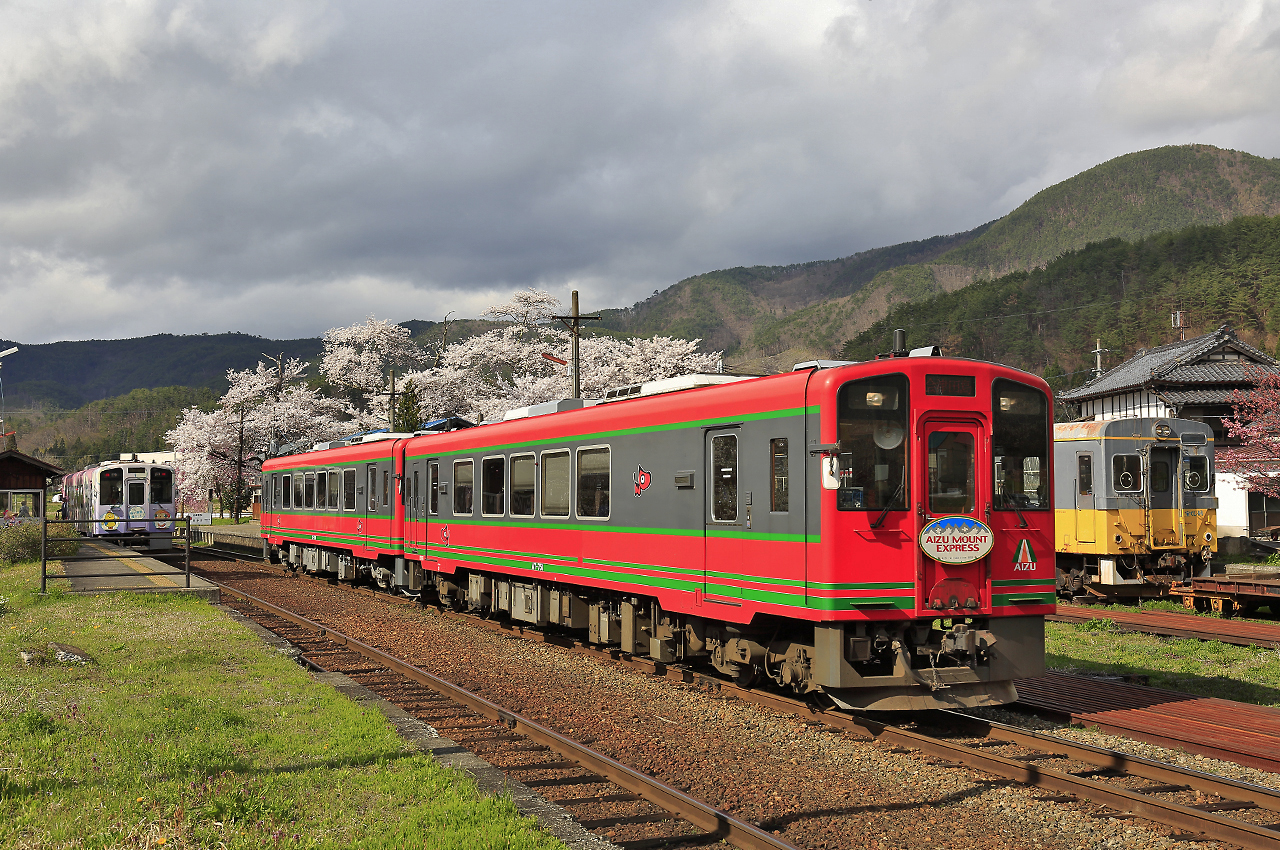
Dieseltriebwagen von Aizu Tetsudō

Neben den „großen 16“ gibt es in Japan mehrere Dutzend kleine Privatbahnen im ländlichen und suburbanen Raum, die meist nur eine oder zwei Linien betreiben. Eine Besonderheit stellen dabei die Bahnen im sogenannten „dritten Sektor“ (第三セクター, daisan sekutā) dar. Dabei handelt es sich um Kooperationen zwischen der öffentlichen Hand und Privatunternehmen. Diese lassen sich in fünf Gruppen einteilen:
- Strecken, die von der Japanischen Staatsbahn betrieben wurden (oder deren Bau von ihr begonnen worden ist) und an eine Drittsektor-Bahngesellschaft übergegangen sind;
- Altstrecken parallel zu Shinkansen-Schnellfahrstrecken, die bei deren Eröffnung von Unternehmen der JR-Gruppe abgestoßen worden sind;
- verlustbringende Strecken von Privatbahnen, die diese nicht mehr betreiben wollen und an die öffentliche Hand abgeben;
- Güterbahnen, die zur Entwicklung und Erschließung von Hafengebieten neu gebaut wurden;
- vereinzelte Nahverkehrsstrecken in städtischen Gebieten.[5]

### Rechtliche Grundlagen
Im rechtlichen Sinne gibt es in Japan zwei Arten von Schienenverkehrssystemen (mit mehreren Unterkategorien): Eisenbahnen (鉄道, tetsudō) und Straßenbahnen (軌道, kidō). Jedes Schienenverkehrssystem mit öffentlichem Verkehr ist entweder als Eisenbahn oder Straßenbahn klassifiziert, wobei die Wahl zwischen beiden gesetzlichen Grundlagen in bestimmten Fällen willkürlich ist und nicht unbedingt der üblichen Vorstellung entspricht. Beispielsweise ist die U-Bahn Osaka rechtlich eine Straßenbahn, die U-Bahnen in anderen Städten jedoch nicht.
Eisenbahnen und Straßenbahnen sind im Eisenbahngeschäftsgesetz (鉄道事業法, tetsudō jigyō hō; engl. „Railway Business Act“) von 1986 bzw. im Straßenbahngesetz (軌道法, kidō hō) von 1978 reglementiert.

## Verbreitete Merkmale im Personenverkehr

### Spurweite
Im japanischen Eisenbahnnetz werden mehrere Spurweiten genutzt (Stand: 2015):
- 1067 mm (Kapspur): 22.207 km, davon 15.430 km elektrifiziert. Standard-Spurweite in Japan für den allgemeinen Personen- und Güterverkehr.
- 1435 mm (Normalspur): 4.800 km, alle elektrifiziert. Verwendet bei Schnellfahrstrecken, U-Bahnen und suburbanen Linien.
- 1372 mm (schottische Spur): 124 km, alle elektrifiziert. Verwendet auf Strecken der Keiō Dentetsu sowie bei Straßenbahnen.
- 762 mm: 48 km, alle elektrifiziert: Verwendet bei ländlichen Nebenstrecken.
- Dreischienengleise 1067 und 1435 mm: 132 km, alle elektrifiziert.

Dass die Kapspur zur japanischen Standardspurweite wurde, ist auf den britischen Ingenieur Edmund Morel zurückzuführen, der für den Bau der ersten Strecke zwischen Tokio und Yokohama zuständig war. Dabei stützte er sich auf Erfahrungen, die er beim Eisenbahnbau in Neuseeland gemacht hatte.

### Elektrifizierung

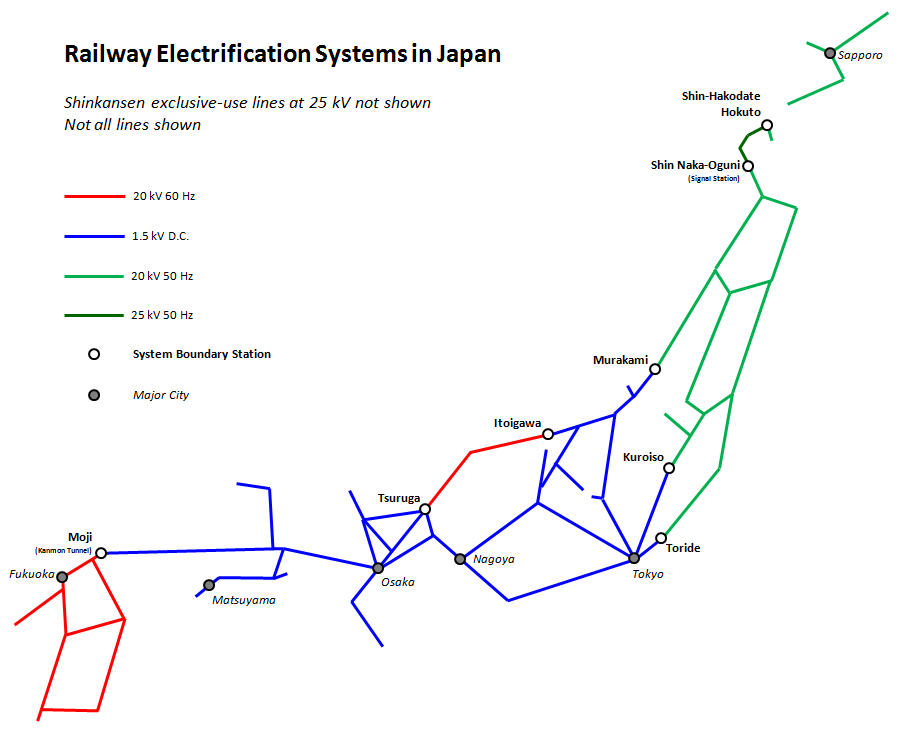
Karte der Bahnstromsysteme auf JR-Hauptstrecken (ohne Shinkansen, Vorortslinien und Privatbahnen)

Das erste elektrische Bahnfahrzeug verkehrte 1890 auf einer temporären Vorführstrecke im Ueno-Park in Tokio. Nachdem zunächst verschiedene Straßenbahnbetriebe die neue Traktionsart dauerhaft eingeführt hatten, folgte 1904 als erste Eisenbahngesellschaft die Kōbu Tetsudō, die ein Teilstück der Chūō-Hauptlinie elektrifizierte (mehr dazu siehe Bahnelektrifizierung in Japan).
Heute gibt es fünf hauptsächliche Bahnstromsysteme.
- 1500 V Gleichspannung: Mit einem Anteil von über 60 % das am weitesten verbreitete Bahnstromsystem. Verwendung auf Haupt- und Nebenstrecken von JR Central, JR East, JR Kyushu, JR Shikoku und JR West sowie auf vielen Privatbahnstrecken.
- 20 kV 50 Hz Wechselspannung: Haupt- und Nebenstrecken von JR East in der Region Tōhoku, JR Hokkaido, vereinzelte Privatbahnen im Osten Japans;
- 20 kV 60 Hz Wechselspannung: Haupt- und Nebenstrecken von JR Kyushu, vereinzelte Privatbahnen im Westen Japans;
- 25 kV 50 Hz Wechselspannung: Shinkansen-Schnellfahrstrecken im Osten Japans;
- 25 kV 60 Hz Wechselspannung: Shinkansen-Schnellfahrstrecken im Westen Japans.

Dabei kommen überwiegend Oberleitungen zum Einsatz, während Stromschienen ausschließlich bei U-Bahnen verwendet werden. Vereinzelte Privatbahnen verwenden eine Gleichspannung von 600 V oder 750 V.

### Lichtraumprofil
Das Lichtraumprofil auf dem Shinkansen-Netz ist maximal 3.380 mm breit und maximal 4.485 hoch. Dies erlaubt den Einsatz von doppelstöckigen Hochgeschwindigkeitszügen. Auf dem konventionellen Streckennetz beträgt das Lichtraumprofil 3.000 mm in der Breite und 4.100 mm in der Höhe. Bei einigen Strecken der JR-Gruppe, die vor der Verstaatlichung zu Beginn des 20. Jahrhunderts von privaten Gesellschaften erbaut worden waren, ist das Lichtraumprofil mit einer Höhe von 3.900 mm noch etwas kleiner. Dies betrifft die Chūō-Hauptlinie westlich von Takao, die Minobu-Linie und die Yosan-Linie westlich von Kan’onji. Fortschritte bei der Entwicklung von Scherenstromabnehmern machten jedoch die Notwendigkeit unterschiedlicher Fahrzeuge in diesen Regionen weitgehend überflüssig. Die Privatbahnen nutzen stark unterschiedliche Lichtraumprofile.

### Signale

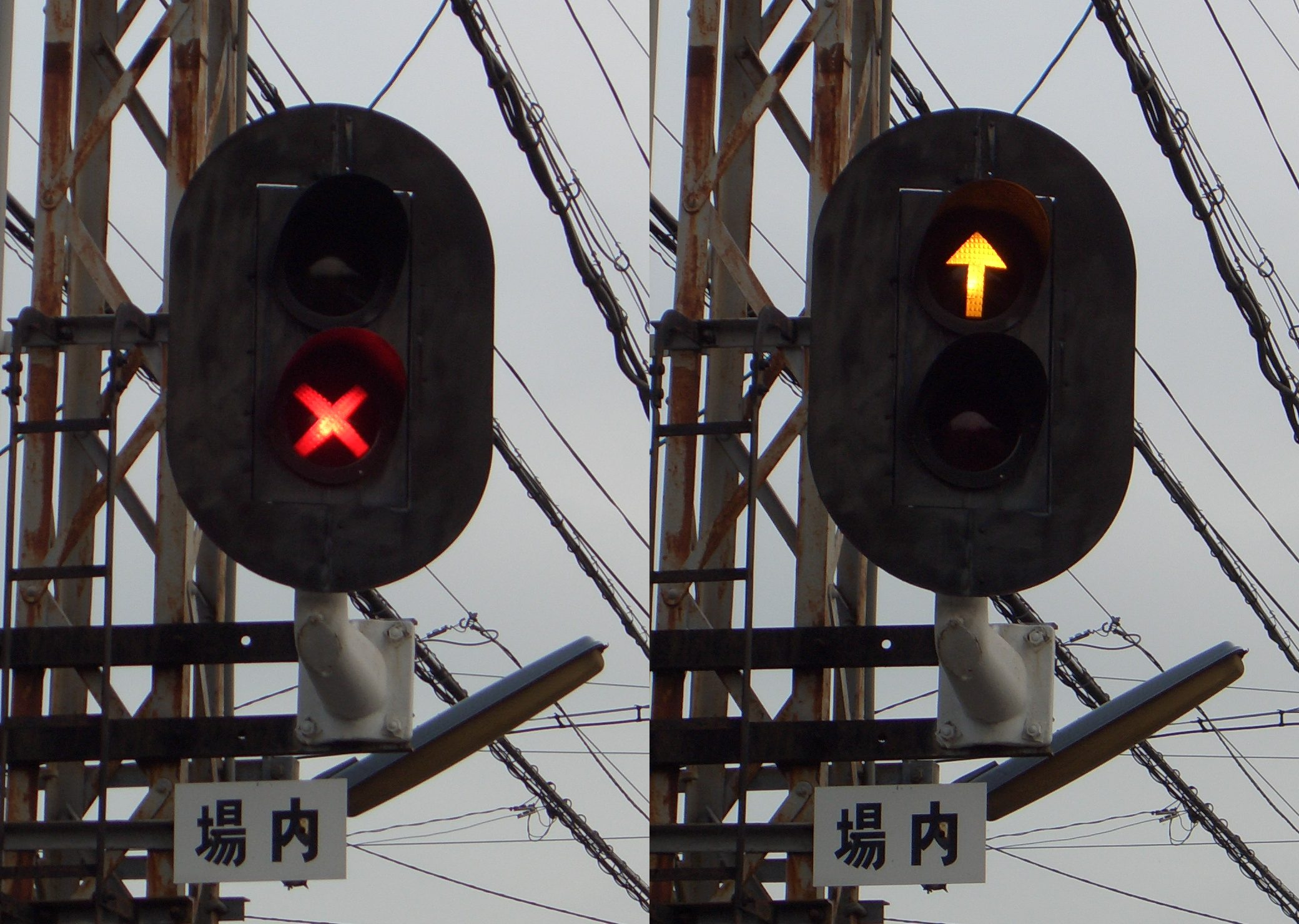
Einfahrtsignale

Die japanischen Eisenbahnsignale sind in einem Ministerialerlass des MLIT aus dem Jahr 2001 festgelegt. Japan hatte am Anfang die britische Bahnsignaltechnik übernommen. Dazu gehört die Wegesignalisierung, die dem Triebfahrzeugführer anzeigt, ob und wohin er fahren darf. Er musste selbst wissen, wie schnell er dabei sein darf. Später orientierten sich die japanischen Bahngesellschaften mehr an den USA, wo eine Geschwindigkeitssignalisierung vorherrscht, also die höchste erlaubte Geschwindigkeit angegeben wird, aber verschiedene Fahrstraßen durch dasselbe Signal freigegeben werden können. So entstand ein Mischsystem aus Wege- und Geschwindigkeitssignalisierung.
Eine Besonderheit ist die als Shisa kanko bezeichnete Sicherheitsmaßnahme, bei der Lokomotiv- und Triebwagenführer auf Signale und andere wichtige Dinge zeigen und diese laut nennen. Dadurch sollen Fehler vermieden, die Aufmerksamkeit erhöht und Reaktionszeiten verringert werden.

### Baureihen
Das erste landesweit einheitliche Nummerierungs- und Klassifizierungsschema für Dampflokomotiven wurde 1909 eingeführt (zuvor hatten die Bahngesellschaften eigene, inkompatible Schemata). Da es bald nicht mehr ausreichte, um auch Elektro- und Dieseltriebwagen zu berücksichtigen, trat 1928 ein erweitertes Schema in Kraft, das in seinen Grundzügen bis heute fortbesteht.
Der Verband der Eisenbahnfreunde (鉄道友の会, Tetsudōyū no kai) vergibt seit 1958 jährlich den Blue Ribbon Award für Schienenfahrzeuge mit herausragendem Design.

### Zuggattungen und -namen

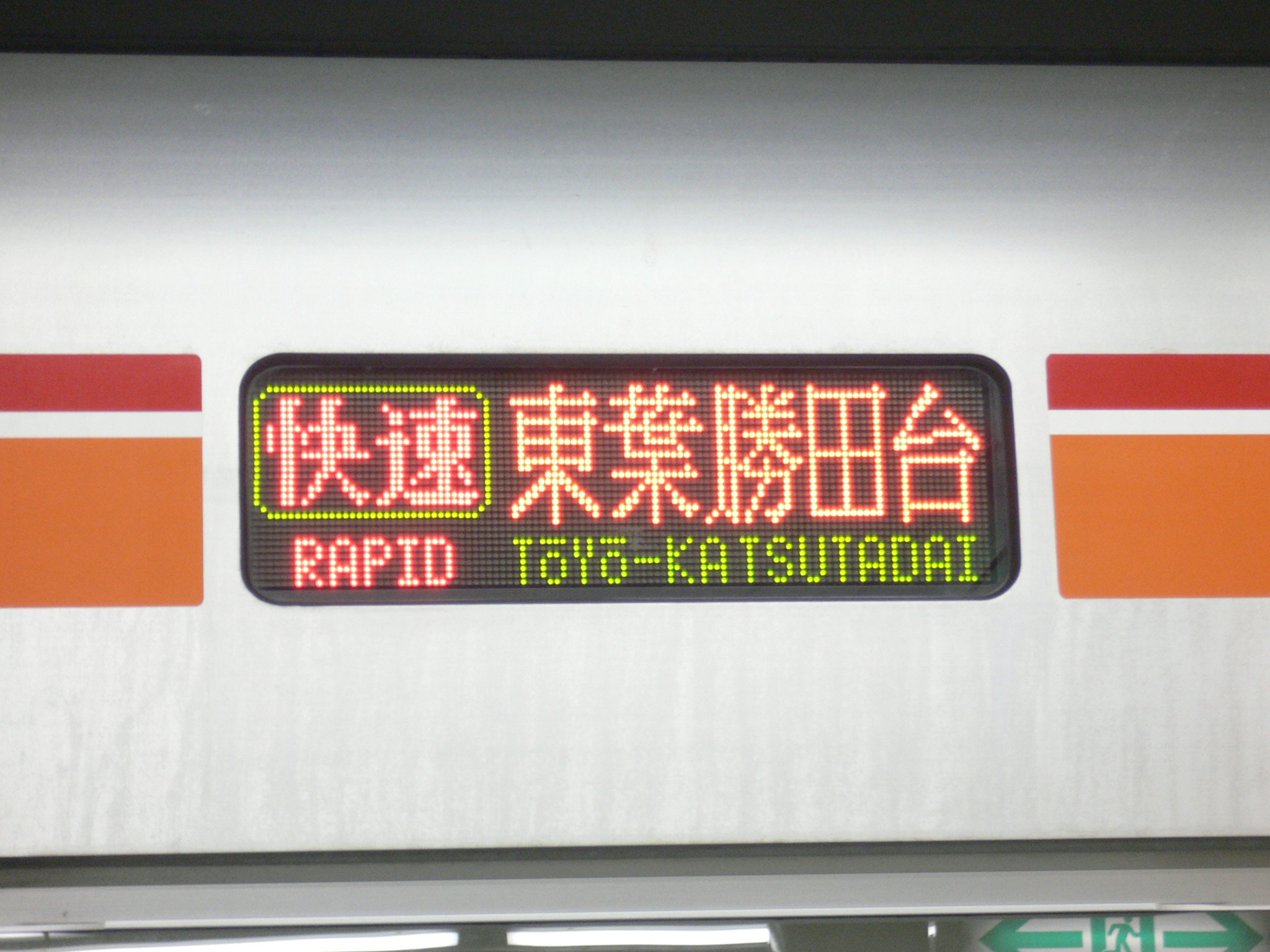
Anzeige eines „Rapid“-Zuges

Auf suburbanen Linien und Fernverkehrslinien verkehren üblicherweise mehrere Zuggattungen (列車種別, ressha shubetsu), je nachdem wie viele Bahnhöfe unterwegs bedient werden. Neben den japanischen tragen sie auch englische Bezeichnungen.
Für die Fahrt in einem Personenzug (普通列車, futsū-ressha oder 各駅停車, kakueki-teisha) mit Halt an allen Bahnhöfen ist lediglich ein Fahrschein zum Basistarif notwendig. Schnellere Züge werden als „Rapid“ (快速, kaisoku), „Express“ (急行, kyūkō), „Limited Express“ (特急, tokkyū), Home Liner (ホームライナー) oder ähnlich bezeichnet und benötigen, abhängig von den Tarifbestimmungen der jeweiligen Bahngesellschaft, einen Zuschlag auf den Basistarif. Bahngesellschaften mit vielen Zuggattungen verwenden Präfixe wie „semi-“, „rapid-“, „section-“ oder „commuter-“.
Im Fernverkehr geben Bahngesellschaften den Zügen bestimmte Namen zur leichteren Identifikation (eine seltene Ausnahme ist Kintetsu). Bei Fahrscheinreservationen werden die Zugnamen anstatt der Zugnummern verwendet. Zugnummern sind fast nur im betriebsinternen Gebrauch von Bedeutung.
Nachtzüge verkehrten einst auf zahlreichen Linien, doch aufgrund der Überalterung des Wagenparks sowie der wachsenden  Konkurrenz durch Nachtfernbusse und Billigfluggesellschaften sank ihre Zahl seit Beginn des 21. Jahrhunderts kontinuierlich. Seit dem Frühjahr 2016 existieren nur noch der Sunrise Izumo und der Sunrise Seto von Tokio nach Izumo bzw. Takamatsu. Beide Verbindungen nutzen Doppelstock-Triebzüge der Baureihe 285; sie werden zwischen Tokio und Okayama gemeinsam geführt, wo sie geflügelt beziehungsweise vereinigt werden.

### Namen der Bahnlinien
Die Namen aller Eisenbahn- und Straßenbahnlinien in Japan werden durch ihre Betreiber festgelegt. Im Prinzip trägt ein Streckenabschnitt nur einen Namen (von wenigen Ausnahmen abgesehen). Der Linienname kann von einem Zielort oder einer Stadt entlang der Linie abgeleitet sein. So verkehrt etwa die Takasaki-Linie nach Takasaki. Weitere Möglichkeiten sind eine durchfahrene Region (z. B. die Tōhoku-Hauptlinie in der Region Tōhoku), eine Abkürzung von Provinzen oder Städten (beispielsweise verbindet die Gonō-Linie die Städte Goshogawara und Noshiro miteinander), oder die Richtung einer Linie (Tōzai-Linie bedeutet „Ost-West-Linie“).

### Fahrkarten, Tarife und Zuschläge

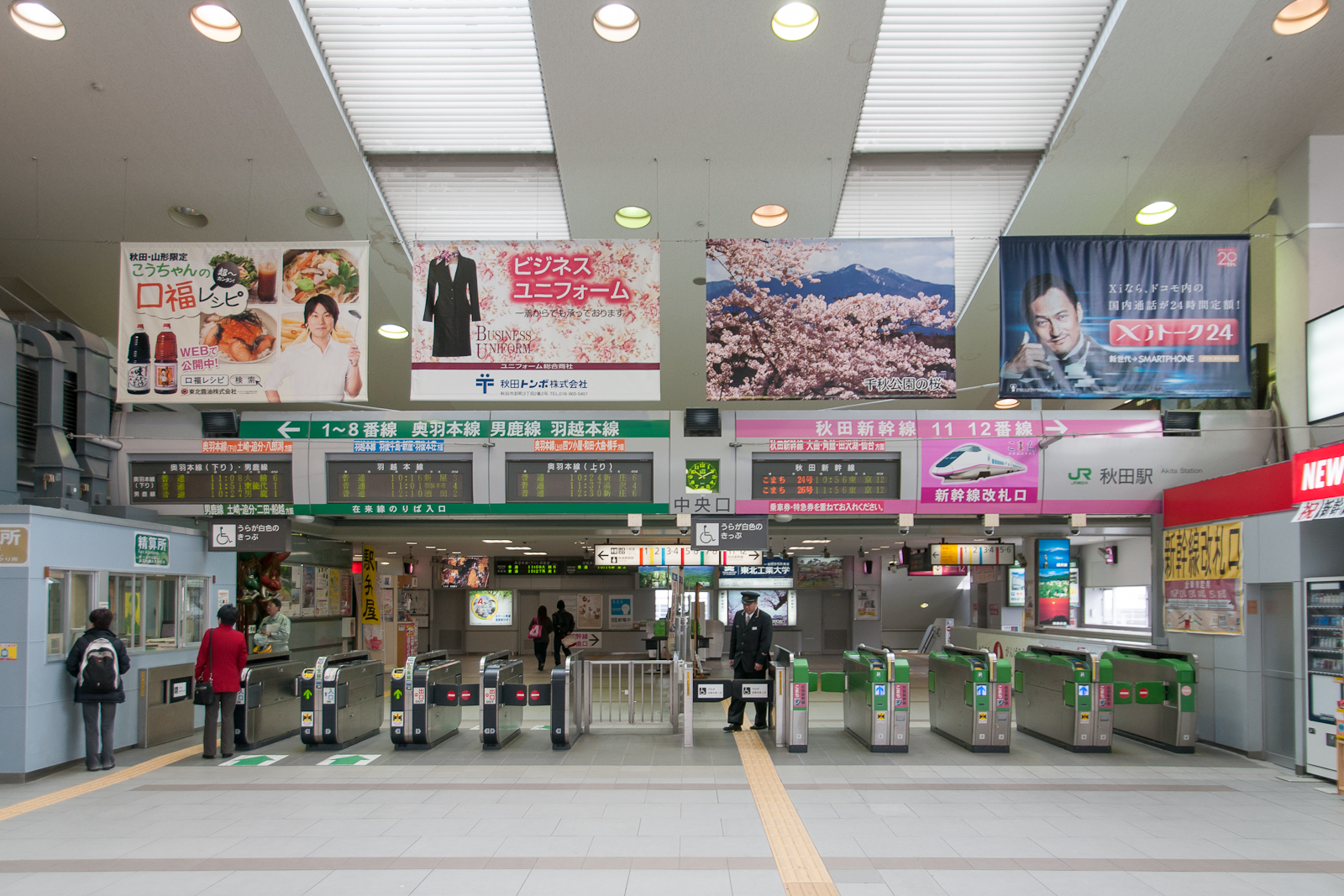
Bahnsteigsperren in Akita

Grundlage des Fahrpreises ist der Basistarif (普通運賃, futsū-unchin) auf Grundlage der zurückgelegten Entfernung, zu dem zahlreiche Arten von Zuschlägen hinzugefügt werden können. Bei den Unternehmen der JR-Gruppe sind dies beispielsweise:
- Express-Zuschlag (急行料金, kyūkō ryōkin)
- Limited-Express-Zuschlag (特急料金, tokkyū ryōkin)
- Express-Zuschlag ohne Platzreservierung (自由席特急料金, jiyūseki tokkyū ryōkin)
- Zuschlag für Platzreservierung (指定席料金, shiteiseki ryōkin) auf allen Zügen außer Limited Express
- Green Fee (グリーン料金, gurīn ryōkin) für Plätze in besonderen Erstklasswagen namens „Green Car“
- Shinkansen-Zuschlag (新幹線料金, shinkansen ryōkin) für Fahrten mit Shinkansen-Hochgeschwindigkeitszügen
- Schlafwagen-Zuschlag (寝台料金, shindai ryōkin)

Bei Unternehmen der JR-Gruppe sind darüber hinaus zwei besondere Angebote erhältlich. An Touristen richtet sich der Japan Rail Pass, der nur in Reisebüros außerhalb Japans erhältlich ist. Er ist an 7, 14 oder 21 aufeinanderfolgenden Tagen auf dem gesamten Streckennetz der beteiligten Unternehmen gültig. Der Seishun 18 Kippu ermöglicht an 3 bzw. 5 aufeinanderfolgenden Tagen landesweite Fahrten in Zügen des Regionalverkehrs. Man kann das Ticket innerhalb von drei festgelegten Zeiträumen benutzen, die sich an den unterrichtsfreien Zeiten an den Universitäten orientieren: Die Frühlingsferien vom 1. März bis 10. April, die Sommerferien vom 20. Juli bis 10. September und die Winterferien vom 10. Dezember bis 10. Januar.
Die meisten Fahrgäste kaufen ihre Fahrkarten am Automaten; geprüft und entwertet werden sie an automatischen Bahnsteigsperren. Die Schaffner in den Zügen kontrollieren lediglich die Zuschläge. Weit verbreitet sind elektronische Fahrkarten auf der Basis des von Sony entwickelten FeliCa-Systems, bei der die RFID-Technologie angewendet wird. Es gibt solche Karten für praktisch jeden Ballungsraum (beispielsweise Suica im Großraum Tokio), wobei diese in der Regel miteinander kompatibel sind.

### Pünktlichkeit

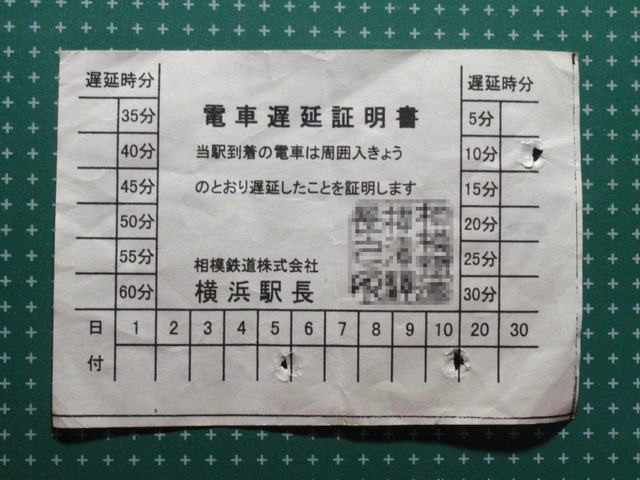
Zugverspätungsbescheinigung

Der japanische Bahnverkehr ist bekannt für seinen ausgesprochen hohen Grad an Pünktlichkeit, mehr als in jedem anderen Land. Beispielsweise betrug die durchschnittliche Verspätung eines Zuges auf der von JR Central betriebenen Schnellfahrstrecke Tōkaidō-Shinkansen im Jahr 2016 lediglich 0,2 Minuten (Naturkatastrophen mit eingerechnet). Ist ein Zug fünf Minuten oder mehr verspätet, macht der Schaffner eine Durchsage und entschuldigt sich bei den Fahrgästen für die dadurch entstandenen Unannehmlichkeiten. Die Bahngesellschaft stellt daraufhin eine Zugsverspätungsbescheinigung (遅延証明書, chien shōmei sho) aus, die in der Schule oder beim Arbeitgeber vorgewiesen werden kann. Es gibt auch Bescheinigungen in elektronischer Form, die bei Bedarf ausgedruckt werden können.
Für die Pünktlichkeit gibt es mehrere Gründe. Langsamfahrstellen sind unbekannt, da die Wartungsarbeiten fast immer während der nächtlichen Betriebspause durchgeführt werden. Bei der Entwicklung und Wartung von Fahrzeugen gelten hohe Qualitätsansprüche. Die Betriebsabläufe sind weitgehend automatisiert (nur ein kleiner Teil des Streckennetzes wird von nicht-automatischen Signalsystemen gesteuert). Stufenlose Ein- und Ausstiege, die Markierung der Türposition auf dem Bahnsteig sowie zentral gesteuertes Öffnen und Schließen der Türen sorgen für kurze Haltezeiten. Trotz etlicher Kapazitätserweiterungen sind die Züge in den Hauptverkehrszeiten oft überfüllt und es werden Oshiya („Drücker“) eingesetzt, um die Passagiere in die Wagen hineinzudrücken. Auf diese Weise soll die Fahrgastwechselzeit gesenkt werden, was ebenfalls zur Pünktlichkeit beiträgt.
Die Eisenbahner verrichten ihre Arbeit mit großer Disziplin, was sie aber gleichzeitig unter hohen Druck setzt. Bei Fehlern oder kleinen Verspätungen ist es nicht unüblich, dass sie entwürdigende Disziplinarmaßnahmen über sich ergehen lassen müssen. Eine besonders extreme Ausprägung dieser Fehlerkultur wird als Ursache für den Eisenbahnunfall von Amagasaki am 25. April 2005 angesehen, bei dem 107 Menschen ums Leben kamen: Ein Triebfahrzeugführer wollte aus Angst vor Bestrafung eine Verspätung durch überhöhte Geschwindigkeit aufholen, wodurch der Zug in einer engen Kurve von der Strecke geschleudert wurde.

## Städtischer Schienenverkehr

### U-Bahnen

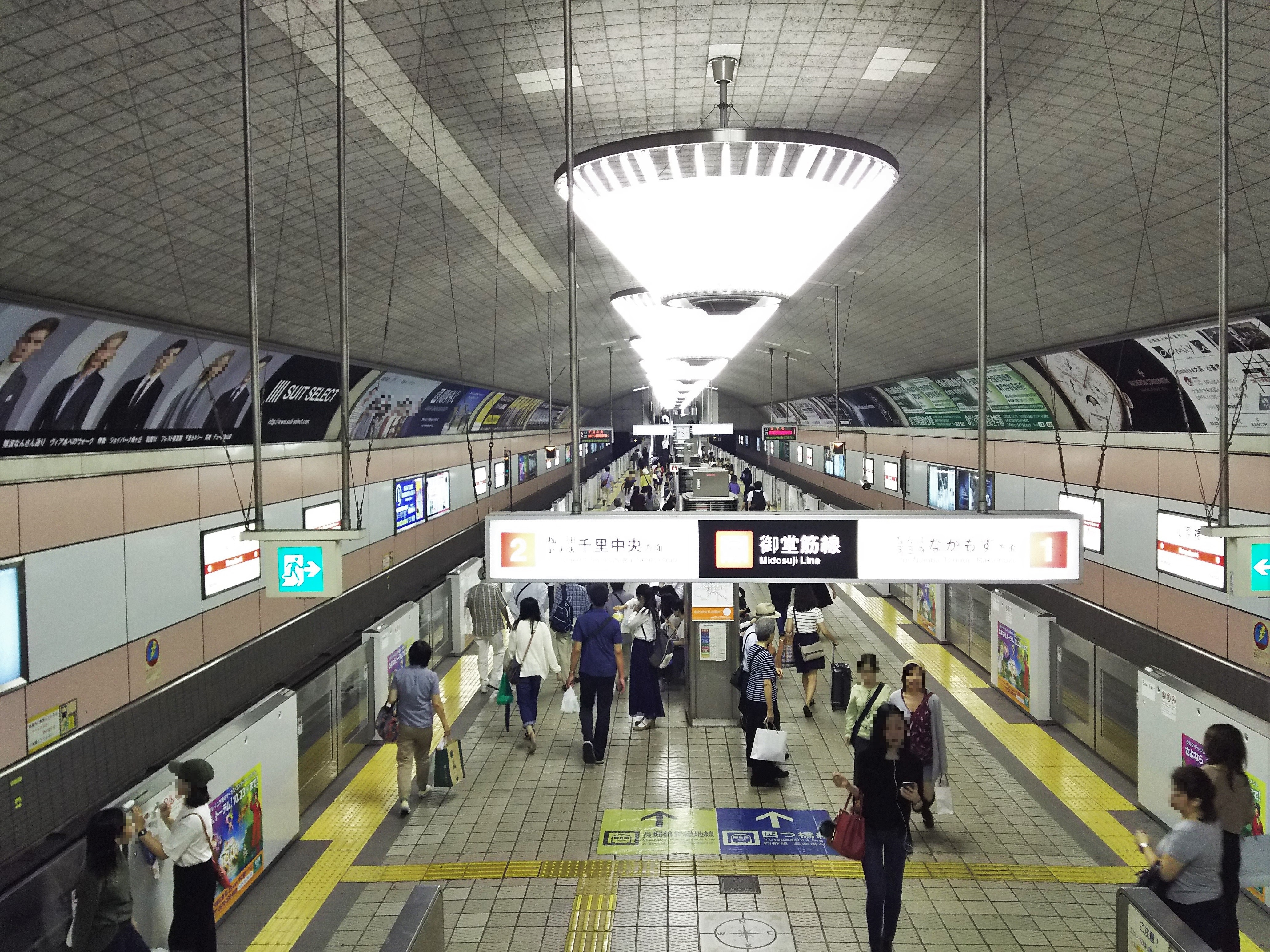
U-Bahnhof in Osaka

Neun japanische Städte haben ein U-Bahn-Netz. Das größte ist die U-Bahn Tokio. Zwei Gesellschaften, Tōkyō Metro und Toei, betreiben zusammen 13 Linien mit einer Gesamtlänge von 304,1 km. Die 1927 eröffnete Ginza-Linie ist die älteste U-Bahn-Linie Asiens. Sechs Jahre später folgte die erste Linie der U-Bahn Osaka; diese umfasst heute sechs Linien mit zusammen 129,9 km Länge. Ab den späten 1950er Jahren kamen sieben weitere U-Bahnen in Fukuoka, Kōbe, Kyōto, Nagoya, Sapporo, Sendai und Yokohama hinzu.
U-Bahnen in japanischen Städten werden üblicherweise von Regiebetrieben der jeweiligen Stadtverwaltung betrieben und überqueren deshalb selten die Stadtgrenze. Dieser Nachteil wird in zahlreichen Fällen dadurch ausgeglichen, dass U-Bahn-Linien und daran anschließende Bahnlinien ins Umland miteinander umsteigefrei durchgebunden werden. Teilweise werden die Fortführungen der U-Bahn-Linien in die Vororte auch von separat gegründeten Gesellschaften gebaut und betrieben. Beispiele sind die Saitama Railway oder die Tojo Rapid Railway im Großraum Tokio.

### Straßenbahnen und Stadtbahnen

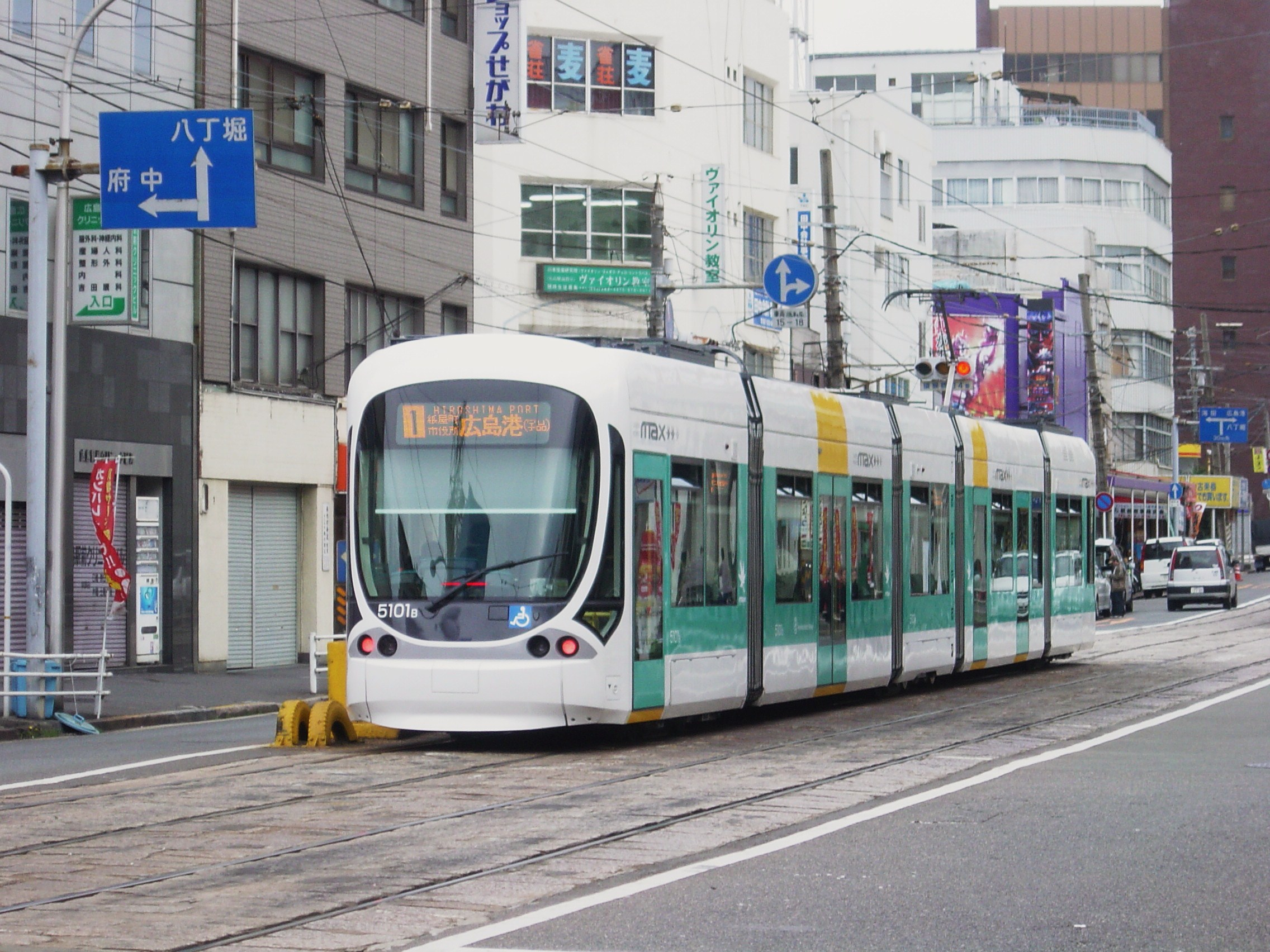
Straßenbahn in Hiroshima

Japans erste elektrische Straßenbahn verkehrte 1895 in Kyōto. Kurz darauf folgten zahlreiche weitere Städte. Obwohl einige kleinere Betriebe bereits nach dem Ersten Weltkrieg eingestellt wurden, gab es im Jahr 1932 noch immer 83 Betriebe in 67 Städten, die zusammen ein Streckennetz von 1.480 km Länge betrieben. Nach einer Stilllegungswelle in den 1960er bis 1980er Jahren (infolge der Massenmotorisierung) blieben weniger als ein Viertel der Betriebe übrig, deren Streckennetze zudem stark geschrumpft waren.
Heute gibt es noch 17 Straßenbahnbetriebe in Fukui, Hakodate, Hiroshima, Kagoshima, Kōchi, Kumamoto, Kyōto, Matsuyama, Nagasaki, Okayama, Osaka/Sakai, Ōtsu, Sapporo, Tokio (Toden-Arakawa-Linie und Tōkyū Setagaya-Linie), Toyama und Toyohashi. Das größte Netz mit einer Länge von 35,1 km befindet sich in Hiroshima. Die Renaissance der Straßenbahn machte sich bisher hauptsächlich bei der schrittweisen Einführung von Niederflurfahrzeugen bemerkbar, während neue Strecken noch selten sind. Neue Stadtbahnbetriebe (auf alten Eisenbahntrassen) sind die Man’yōsen in Takaoka und die Toyama Light Rail. Die Stadtbahn Utsunomiya als einziger Neubaubetrieb wurde im August 2023 nach fünf Jahren Bauzeit eröffnet.

### Sonstige Bahnen
Hinter den USA besitzt Japan die größte Anzahl an Einschienenbahnen (Monorails). Im Gegensatz zu anderen Ländern ist ihre Aufgabe nicht auf jene eines kurzen Flughafenzubringers oder einer Attraktion in einem Freizeitpark beschränkt, sondern erschließt häufig auch dicht besiedelte Stadtviertel und umgenutzte Hafengebiete. Am erfolgreichsten ist die 1964 eröffnete Tōkyō Monorail mit über 300.000 Fahrgästen täglich. Weitere bedeutende Systeme sind die Chiba Monorail (eine Hängebahn), die Einschienenbahn Kitakyūshū, die Okinawa Monorail, die Einschienenbahn Tama und die Osaka Monorail.
Ebenfalls weit verbreitet sind Peoplemover-Systeme unterschiedlicher Bauart. Beispiele dafür sind die Astram in Hiroshima, der Linimo östlich von Nagoya sowie der Nippori-Toneri Liner, die Yurikamome und die Kanazawa Seaside Line im Großraum Tokio.
Vorwiegend touristischen Zwecken dienen zwei Dutzend Standseilbahnen und zwei Oberleitungsbusbetriebe (Kanden Tunnel Trolleybus und Tateyama Tunnel Trolleybus).

## Güterverkehr

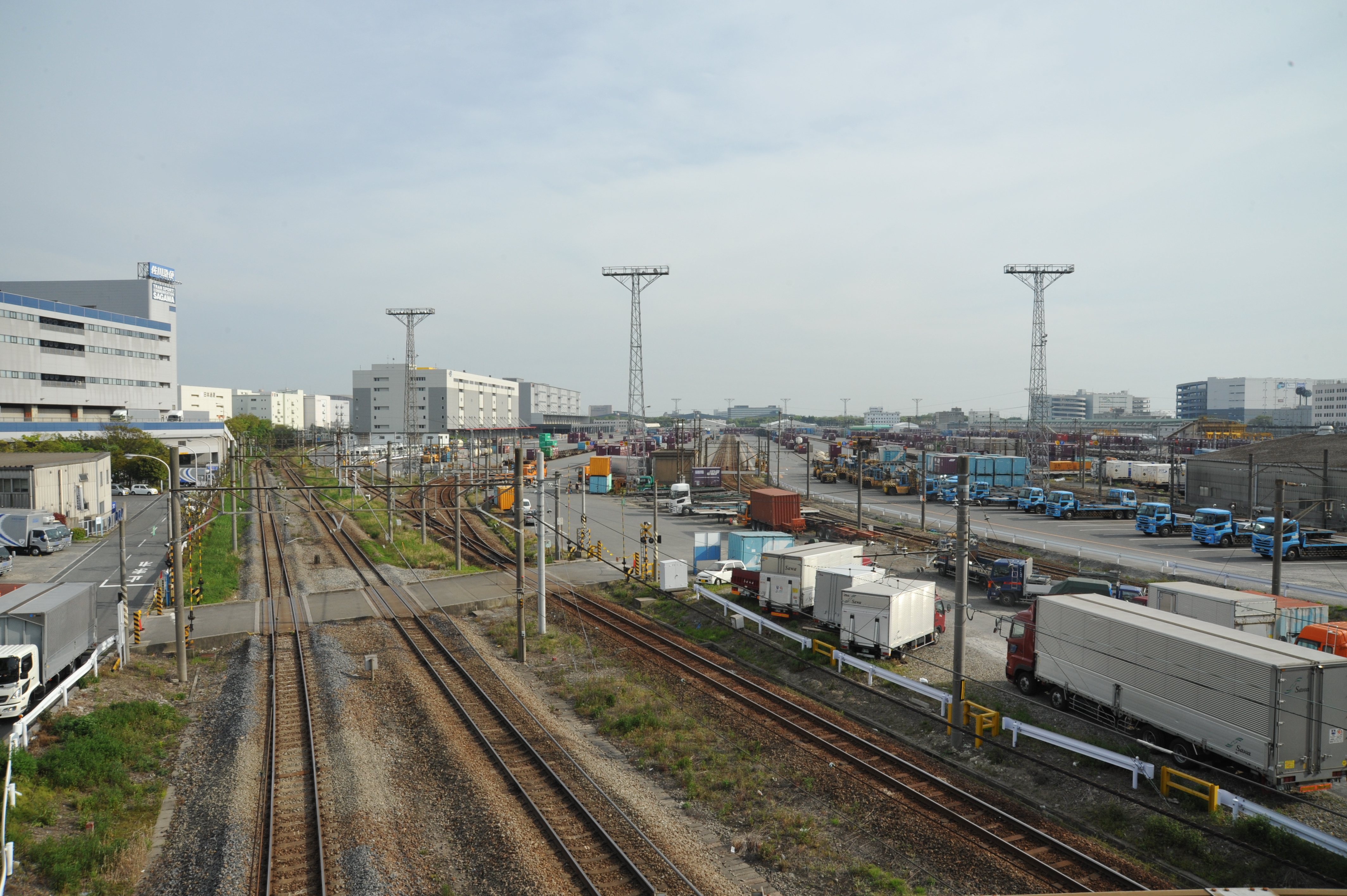
Güterbahnhof Tokio

Im Gegensatz zu Europa oder Nordamerika hat der Schienengüterverkehr in Japan eine geringe Bedeutung. Im Jahr 2015 betrug sein Anteil am gesamten inländischen Güterverkehr lediglich 5 % der Tonnenkilometer, während 44 % auf die Küstenschifffahrt und 50 % auf Lastkraftwagen entfielen. 1965 betrug der Anteil des Schienengüterverkehrs noch 31 % der Tonnenkilometer, bis 1998 sank er auf 4 %. Seit den 2010er Jahren ist eine Verkehrsverlagerung von LKW zu Güterzügen zu beobachten. Dies ist einerseits auf klimapolitische Maßnahmen der Regierung zur Verringerung des CO2-Ausstoßes zurückzuführen. Andererseits herrscht ein ernsthafter Mangel an LKW-Fahrern, die darüber hinaus zunehmend überaltert sind. Das MLIT strebt bis 2020 eine Erhöhung der auf der Schiene beförderten Gütermenge um einen Fünftel an.
Zu 99 % wird der Schienengüterverkehr von der Japan Freight Railway Company (JR Freight) durchgeführt, die 1987 im Rahmen der Staatsbahnprivatisierung entstand. Als einzige Bahngesellschaft ist sie in ganz Japan tätig. Sie besitzt dennoch nur wenige eigene Gleise, hauptsächlich Zufahrten zu Güterbahnhöfen und Verladestellen. Ansonsten mietet sie die benötigte Schieneninfrastruktur von den übrigen Gesellschaften der JR-Gruppe. 2014 beförderte JR Freight insgesamt 30,3 Millionen Tonnen Güter, wovon 71 % auf den Containertransport entfallen. Neben JR Freight bestanden im Jahr 2015 noch elf weitere Güterverkehrsgesellschaften, deren Anteil zusammen 1 % beträgt. Dabei handelt es sich in der Regel um kurze Zweiglinien in Häfen und Industriezonen. Solche Gesellschaften sind in der Regel in gemeinsamem Besitz von JR Freight und Reedereien.

## Geschichte

### Aufbau von Bahnnetz und -industrie

Darstellung der ersten Eisenbahn in Yokohama auf einem Holzschnitt von Utagawa Kunisada II.

Als 1853 die Schwarzen Schiffe in der Bucht von Edo landeten und das Ende der Abschließung Japans erzwangen, ließ Kommandeur Matthew Calbraith Perry auch eine Miniatureisenbahn vorführen, die auf reges Interesse stieß. Die politischen Voraussetzungen für den Bahnbau bestanden erst ab 1868 im Zuge der Meiji-Restauration. 1870 begannen die Arbeiten an der ersten Strecke zwischen Tokio und Yokohama, die am 12. Juni 1872 in Betrieb ging.
Zur Modernisierung des Landes verpflichtete die Regierung zahlreiche westliche Experten, im Eisenbahnbereich hauptsächlich Briten, die ihr Wissen weitergaben. 1878 erhielten die ersten Absolventen einer Ingenieurschule den Auftrag zum Bau der Bahnverbindung Kyōto–Ōtsu; zwei Jahre später war die erste unter japanischer Leitung erbaute Strecke vollendet. Bald waren genügend einheimische Fachkräfte vorhanden, um die ausländischen zu ersetzen. Eine bedeutende Ausnahme war Richard Francis Trevithick, der bis 1904 beim Aufbau der Lokomotivindustrie behilflich war. In Hokkaidō, wo ab 1880 bedeutende Steinkohle-Vorkommen erschlossen wurden, dominierten amerikanische Ingenieure und Technologie.
Wegen Geldmangels und hoher Inflation kam der Bahnbau nur schleppend voran, weshalb die Regierung die Gründung privater Bahngesellschaften gestattete. Die erste war 1881 die Nippon Tetsudō. Der Staat beschränkte sich danach auf den Bahnbau in Zentraljapan. 1888 wurde die erste Bahnstrecke auf Shikoku eröffnet, 1889 folgte die erste auf Kyūshū. Ab 1901 war eine Bahnfahrt über die gesamte Länge der Hauptinsel Honshū möglich.
1892 beschloss das Parlament ein Eisenbahnbaugesetz, das verbindliche Routen festlegte, die entweder vom Staat oder von Privaten gebaut werden sollten (für Hokkaidō trat vier Jahre später ein eigenes Eisenbahnbaugesetz in Kraft). Während in den ersten Jahren ausschließlich britische Dampflokomotiven importiert worden waren, kamen ab 1890 zunehmend amerikanische und deutsche Modelle hinzu. Personenwagen wurden bereits seit 1875 in Japan produziert, die erste Lokomotive aus einheimischer Produktion entstand 1893. Der Importanteil sank kontinuierlich und ab 1912 stellten japanische Unternehmen fast alle großen Dampflokomotiven selbst her (mit Ausnahme einzelner Importmodelle, die nachgebaut wurden).

### Verstaatlichung der wichtigsten Privatbahnen

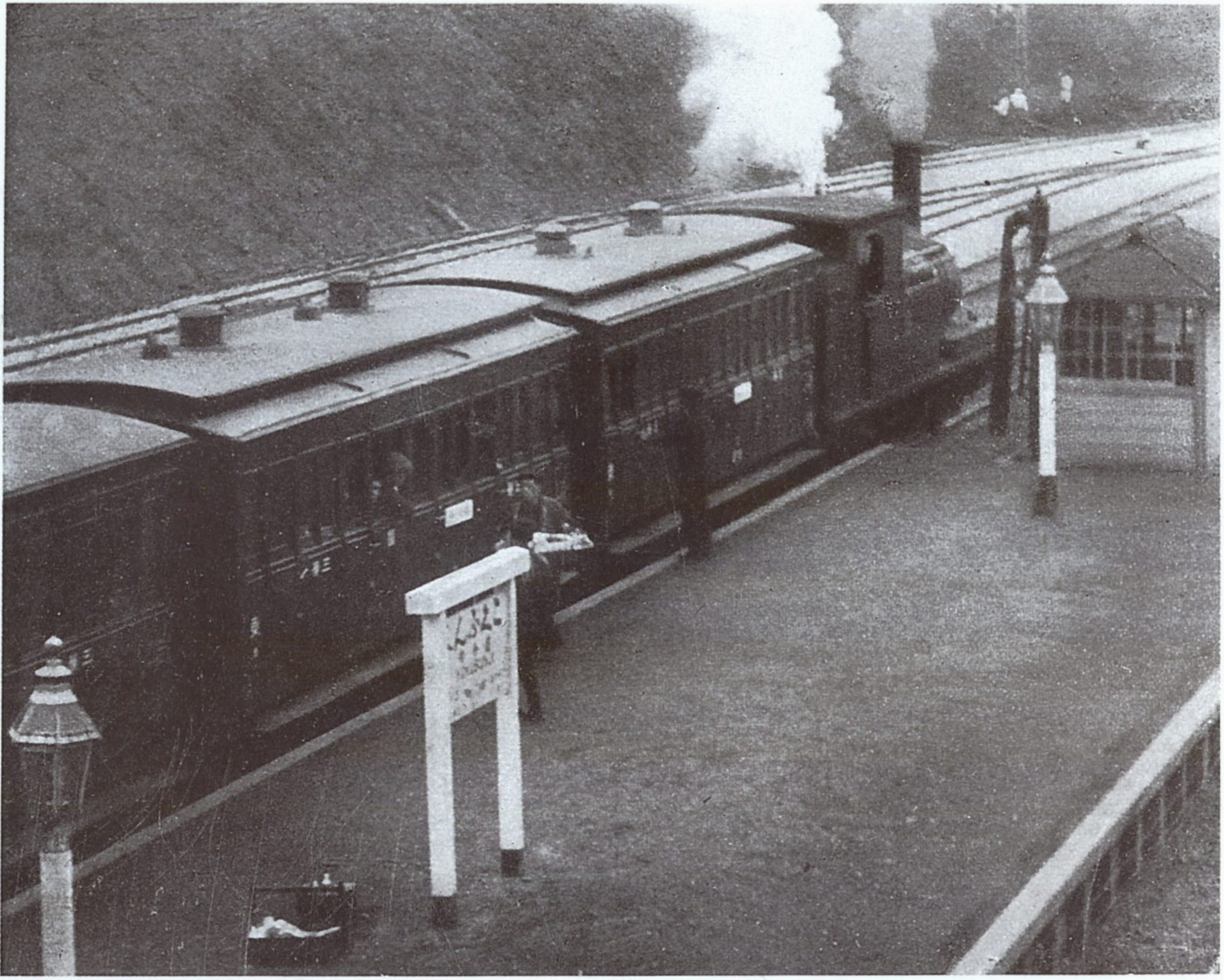
Bahnhof Kokubunji (1915)

Seit der Niederschlagung der Satsuma-Rebellion von 1877, bei der die Eisenbahn eine wichtige Rolle gespielt hatte, gehörte die Kaiserlich Japanische Armee zu ihren bedeutendsten Förderern. Der Chinesisch-Japanische Krieg von 1894/95 und insbesondere der Russisch-Japanische Krieg von 1904/05 verstärkten die Meinung, dass für effiziente Truppentransporte ein einheitliches nationales Bahnnetz notwendig sei. Ebenso versprach man sich wirtschaftliche Vorteile. Nach der Verabschiedung des Eisenbahnverstaatlichungsgesetzes durch das Parlament im März 1906 gingen bis Oktober 1907 die 17 wichtigsten Privatbahnen in staatlichen Besitz über. Das 1908 geschaffene Eisenbahnamt unterstand dem Kabinett und wurde 1920 zum Eisenbahnministerium umgewandelt.
1887 schlug die Armee erstmals vor, die Bahnstrecken von Kapspur (1067 mm) auf Normalspur (1435 mm) umzuspuren. Vorerst geschah nichts und die Armee entschied 1898, sich stattdessen für die Verstaatlichung einzusetzen. Gotō Shimpei, Generaldirektor des Eisenbahnamts, wollte 1911 durchsetzen, dass der Staat finanzielle Mittel für die Umspurungen mehrerer Hauptstrecken bereitstellt, doch das Vorhaben stieß auf erbitterten Widerstand der Opposition um Hara Takashi, die die Erweiterung des Streckennetzes bevorzugte. Gotō unternahm einige Jahre später einen weiteren Versuch, scheiterte aber 1919 erneut an Hara, dem damaligen Premierminister.

### Zweigstrecken, Vereinheitlichung und Elektrifizierung
Privatunternehmen waren weitgehend auf kurze Zweigstrecken oder auf Städte beschränkt. Auf dem Land gab es etliche handbetriebene Bahnen, die mit menschlicher Muskelkraft angetrieben wurden, während in den Städten ausgedehnte Straßenbahnnetze entstanden. 1910 trat ein Gesetz zur Förderung von Kleinbahnen in Kraft. Viele der daraufhin entstandenen Strecken verwendeten die Spurweite von 762 mm. Da die Lokomotivindustrie ausgelastet war, wurden zahlreiche Kleinbahnlokomotiven importiert. Trotz Subventionen und geringer Baukosten steckten viele Kleinbahnen bald in finanzieller Not und wurden ab den 1920er Jahren durch Busse ersetzt.
Mittlerweile waren alle im Jahr 1892 festgelegten Hauptstrecken erbaut worden. Das 1922 vom Parlament beschlossene neue Eisenbahnbaugesetz umfasste Nebenstrecken von über 10.000 km Länge. Es enthielt keine Vorgaben über ihre Priorität oder verbindliche Fertigstellungstermine, sodass die Baureihenfolge politischer Einflussnahme unterworfen war. Obwohl die Umspurung der Hauptstrecken gescheitert war, sollten möglichst viele Vorteile der Normalspur genutzt werden. Lichtraumprofil, Gleisabstand, Brückenspezifikationen und andere Normen wurden auf dieser Basis vereinheitlicht. Ebenso verschwanden zahlreiche Steilstrecken durch Nivellierung und den Bau längerer Tunnel. Weitere Verbesserungen konnten durch standardisierte Wagen und Lokomotiven erzielt werden.

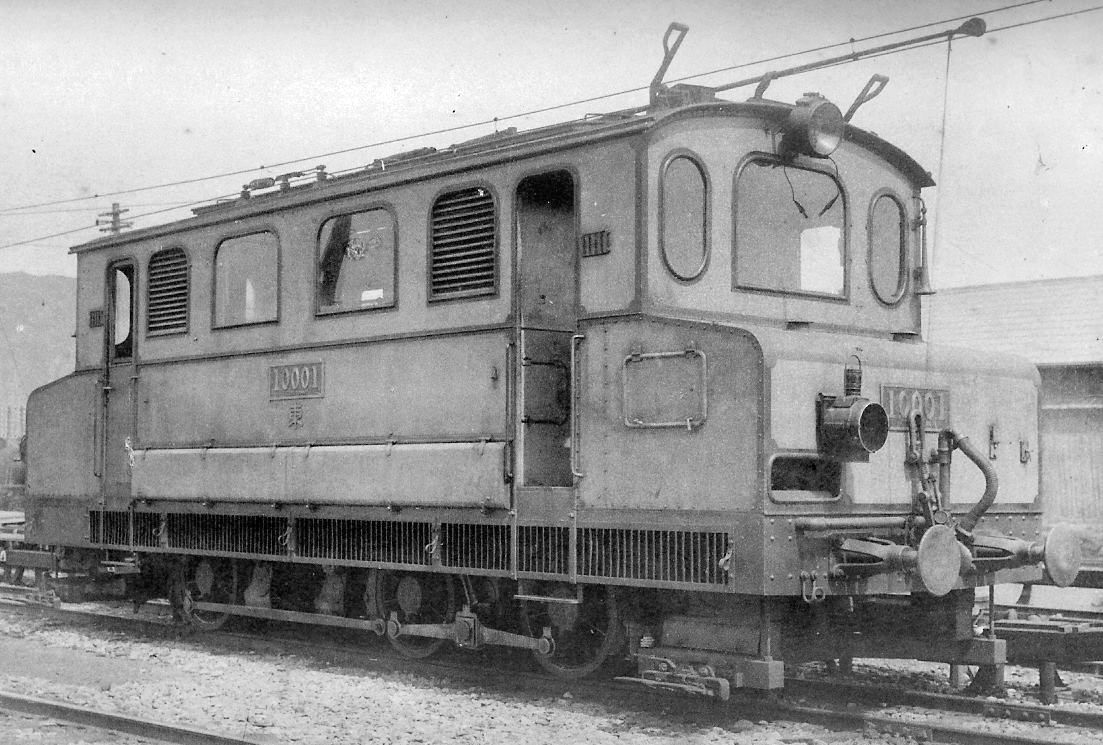
E-Lok am Usui-Pass (1921)

1904 stellte die Kōbu Tetsudō als erste Bahngesellschaft eine Strecke von Dampftraktion auf elektrischen Betrieb um – ein 11 km langes Teilstück der Chūō-Hauptlinie, das zwei Jahre später in staatlichen Besitz überging. Elektrifiziert wurden zunächst fast ausschließlich Nahverkehrsstrecken oder besonders steile Gebirgsbahnen wie der Abschnitt der Shin’etsu-Hauptlinie über den Usui-Pass. Der 1914 eröffnete Bahnhof Tokio, eines der wichtigsten Infrastrukturvorhaben der Taishō-Zeit, war von Anfang an mit elektrischen Zügen erreichbar. Die Yoshima-Kleinbahn in der Präfektur Fukushima setzte 1921 erstmals Dieseltriebwagen ein; das Eisenbahnministerium folgte ab 1929 diesem Beispiel.
Während der Staat die elektrische Traktion sehr zögerlich einführte, nutzten stark expandierende Privatbahnen (die späteren «großen 16») diese Technologie viel entschlossener und trieben so die Suburbanisierung voran. Diese Gesellschaften versuchten möglichst breit zu diversifizieren. Eine Vorreiterrolle spielte Kobayashi Ichizō, der Direktor der Hankyū Dentetsu, der das Unternehmen ausbaute, indem er ein zentrales Kaufhaus in Osaka sowie Tourismus- und Freizeiteinrichtungen eröffnete (z. B. die Musiktheatergruppe Takarazuka Revue und das Filmstudio Tōhō). Seine Managementmethoden galten als innovativ und setzten sich in den 1950er Jahren allgemein durch.

### Situation in den japanischen Kolonien

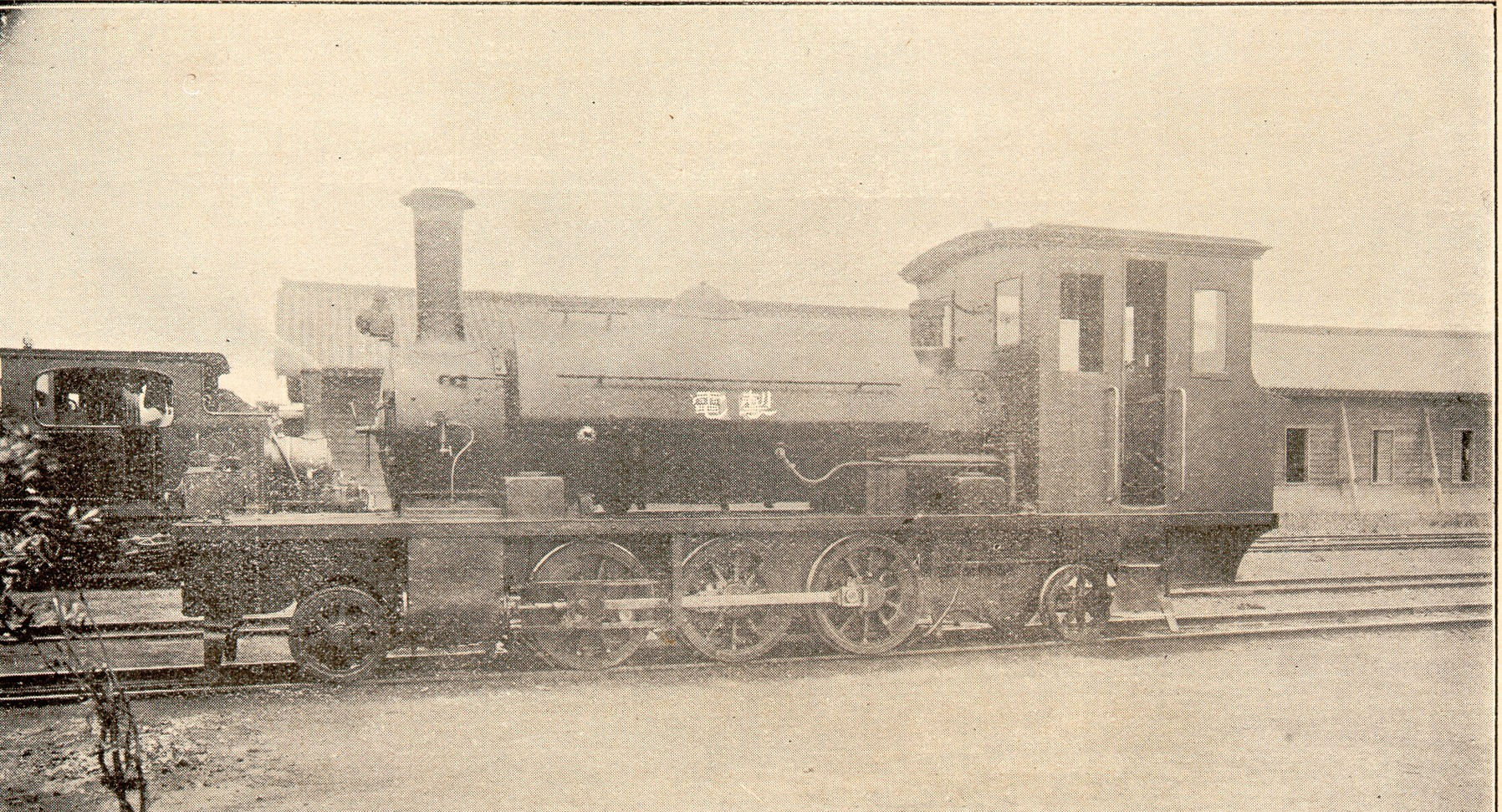
Dampflok der taiwanischen Eisenbahn (1900)

Mit der Expansion des Japanischen Kaiserreichs kamen Bahnstrecken in den Kolonien hinzu. 1895 musste China die Insel Taiwan abtreten, wo zwei Jahre zuvor die erste Bahnstrecke eröffnet worden war. Die japanische Regierung schuf ein eigenes Ministerium für die taiwanischen Bahnen. Mehrere wichtige Strecken entstanden, darunter eine durchgehende Verbindung entlang der Westküste von Keelung über Taipeh nach Kaohsiung. Zweigstrecken dienten hauptsächlich dem Abtransport von Rohstoffen (siehe auch: Taiwan unter japanischer Herrschaft#Eisenbahnen).
Sachalin wurde 1905 besetzt; die Südhälfte der Insel ging mit dem Vertrag von Portsmouth als Präfektur Karafuto in japanischen Besitz über. Die Armee errichtete daraufhin in nur zwei Monaten eine Bahnstrecke von Ōdomari (Korsakow) nach Toyohara (Juschno-Sachalinsk). 1907 übernahm die Präfekturverwaltung den Betrieb. Bis in die 1930er Jahre entstanden Strecken mit einer Gesamtlänge von etwa 700 km.
Als Korea (jap. Chōsen) im Jahr 1905 ein japanisches Protektorat wurde, bestanden dort Bahnstrecken erst seit neun Jahren. Sie waren hauptsächlich mit japanischem Kapital gebaut worden und kamen 1906 unter Armeeverwaltung. Nach der endgültigen Annexion Koreas im Jahr 1910 unterstanden sie dem Eisenbahnamt des japanischen Generalgouvernements. Im Gegensatz zu den Bahnen auf Taiwan und Sachalin waren die koreanischen Strecken überwiegend normalspurig. Während der Staat die Hauptstrecken baute, überließ er den Bau von Zweigstrecken privaten Unternehmen (siehe auch: Schienenverkehr in Chōsen).
1905 kam in der Mandschurei der südliche Teil der Ostchinesischen Eisenbahn ebenfalls unter japanische Kontrolle. Der Betrieb ging ein Jahr später an die private Südmandschurische Eisenbahn (Mantetsu) über. Die in russischer Breitspur gebauten bestehenden Strecken wurden auf die in China und Korea übliche Normalspur geändert. Die Mantetsu dehnte das Streckennetz weiter aus und war auch am Aufbau verschiedener Industriezweige beteiligt, die ausschließlich japanischen Interessen dienten. Der 1932 gegründete Marionettenstaat Mandschukuo schuf ein Jahr später im Norden des Territoriums eine „mandschurische Staatsbahn“, die aber unter vollständigem Einfluss der Mantetsu und der Kwantung-Armee stand.

### Bahnbetrieb während des Pazifikkriegs

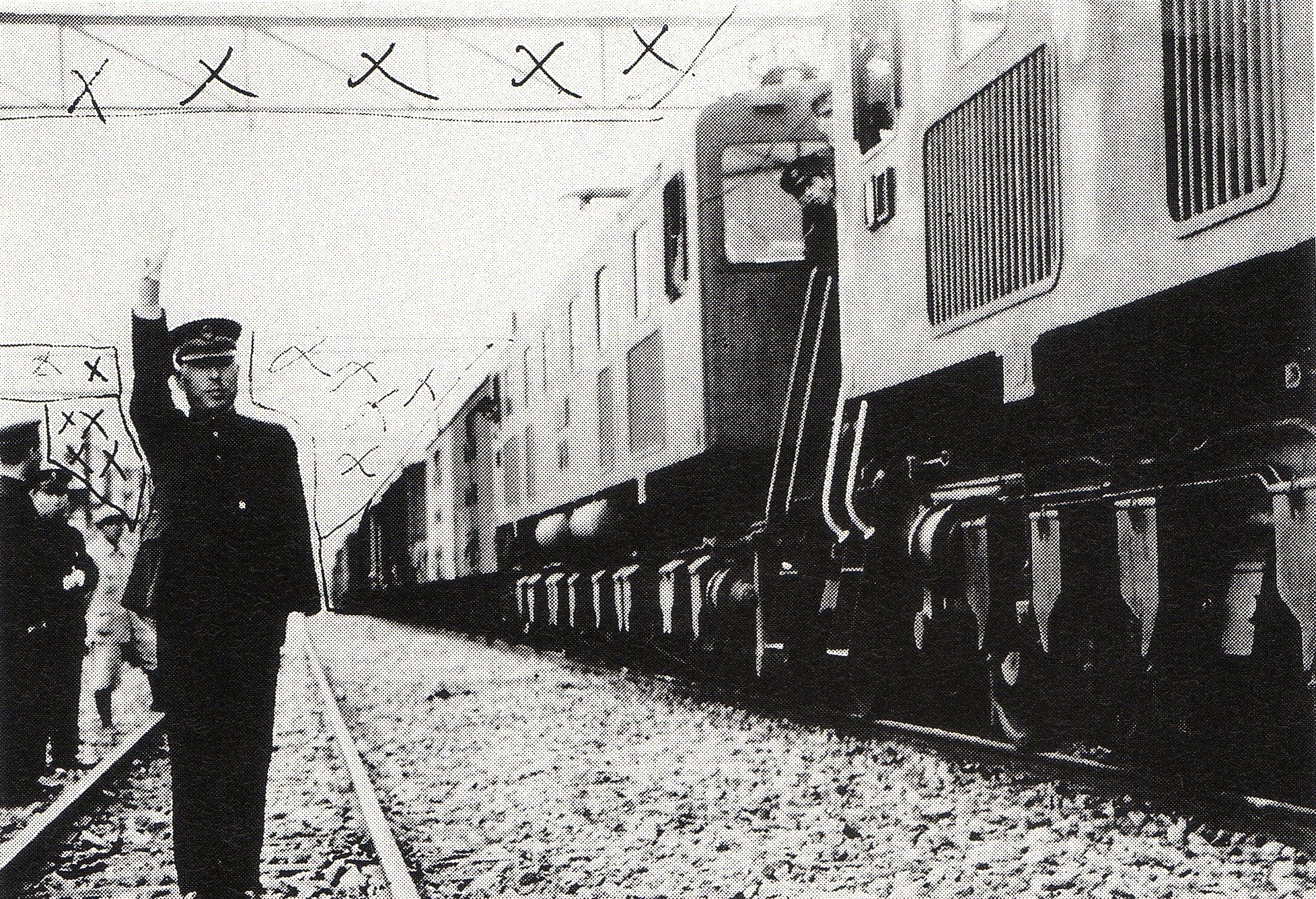
Eröffnung Kammon-Tunnel

Im Juli 1937 brach der Pazifikkrieg aus. Alle Bahngesellschaften mussten ihre Güterverkehrsleistung deutlich erhöhen, litten aber an Materialengpässen. 1939 plante das Eisenbahnministerium den Bau einer normalspurigen „neuen Stammstrecke“ (shinkansen) zwischen Tokio und Shimonoseki, um den Güterverkehr zum asiatischen Festland zu erleichtern. Die Bauarbeiten begannen im September 1940, doch das Projekt musste nach kurzer Zeit aufgegeben werden. Ab 1941 besaßen die Bahnen beinahe ein Transportmonopol, da Benzin für Privatfahrzeuge nicht mehr erhältlich war. Der 1936 begonnene Bau des Kammon-Tunnels zwischen den Inseln Honshū und Kyūshū war im Juli 1942 vollendet.
Während des Krieges setzte der Staat in Japan und in den besetzten Gebieten Millionen von Zwangsarbeitern ein, überwiegend beim Bau von Bahnstrecken und anderen Infrastrukturvorhaben. Die Arbeitsbedingungen waren menschenunwürdig und gelten als Kriegsverbrechen. Zwischen 1939 und 1945 starben allein in Japan rund 60.000 koreanische Zwangsarbeiter, meist an Erschöpfung und Unterernährung. Die Anzahl toter Zwangsarbeiter auf der koreanischen Halbinsel und in der Mandschurei wird auf 270.000 bis 810.000 geschätzt. Von Juni 1942 bis Oktober 1943 ließ die Armee die Thailand-Burma-Eisenbahn bauen. Dabei setzte sie 65.000 australische, niederländische und britische Kriegsgefangene sowie mehr als 300.000 südostasiatische Zwangsarbeiter ein. Beim Bau der 415 km langen Strecke starben etwa 94.000 Zivilisten und 14.000 Kriegsgefangene.

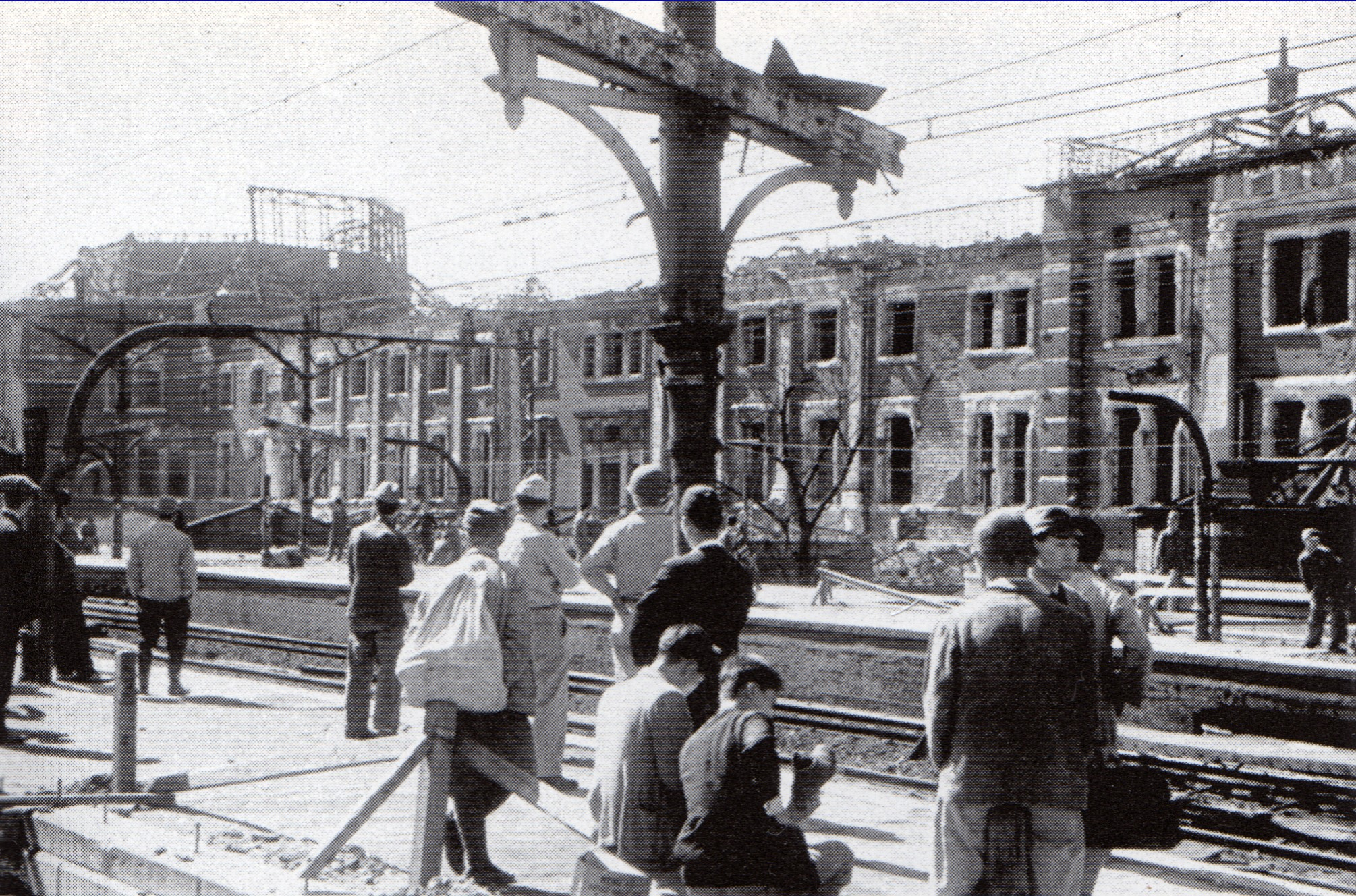
Zerstörter Bahnhof Tokio (1945)

Die Regierung forcierte den Bau von Dampflokomotiven und erlaubte das Überladen von Güterwagen, um die Transportkapazität im Güterverkehr weiter zu erhöhen. Hingegen schränkte sie den Personenverkehr ab 1942 schrittweise ein und legte Nebenstrecken vorübergehend still, sodass überschüssiges Material an anderen Orten eingesetzt werden konnte. Einige Privatbahnen, deren Strecken hohen militärischem Wert besaßen, wurden 1943/44 verstaatlicht. Im November 1943 ging das Eisenbahnministerium im neuen Ministerium für Verkehr und Kommunikation auf, das angesichts des sich verschlechternden Kriegsverlaufs die Aufsicht über alle Verkehrs- und Kommunikationswege erhielt.
Die alliierten Luftangriffe auf Japan begannen im April 1942 und richteten insbesondere in den Ballungszentren große Schäden am Bahnnetz an. Auf Okinawa wurde es 1945 vollständig zerstört und später nicht wieder aufgebaut. Andernorts kam der Bahnverkehr wegen der Schäden, des mangelnden Unterhalts und des Personalmangels beinahe zum Erliegen. Kollisionen und Entgleisungen häuften sich, die Anlagen waren in schlechtem Zustand. Bei Luftangriffen starben 4403 Bahnangestellte, während 1494 Fahrgäste getötet oder verletzt wurden. Trotz allem verkehrten am 15. August 1945, dem Tag der Kapitulation Japans, weiterhin Züge.

### Neustrukturierung, Shinkansen, Ende der Dampflokära
Zu Beginn der Besatzungszeit übernahm das Verkehrsministerium unter Anweisung der amerikanischen Besatzungstruppen die Aufsicht über die Eisenbahnen. Das Bahnnetz war massiv überlastet: Während weniger als ein Drittel der Vorkriegskapazität zur Verfügung stand, mussten deutlich mehr Fahrgäste befördert werden. Gleichzeitig schritt die Instandsetzung nur langsam voran und es geschahen häufig Unfälle. General Douglas MacArthur wies die Regierung im Juli 1948 an, die bisher direkt verwalteten Staatsbahnen in ein öffentliches Unternehmen zu überführen und begründete diese Maßnahme mit einer drohenden Unterwanderung durch kommunistische Gewerkschafter. Die Japanische Staatsbahn (JNR) nahm am 1. Juni 1949 ihre Tätigkeit auf.
1950 waren erst 8 % des JNR-Streckennetzes elektrifiziert und die Regierung setzte sich zum Ziel, die Hauptstrecken möglichst rasch auf elektrischen Betrieb umzustellen. Höchste Priorität besaß dabei die Tōkaidō-Hauptlinie, die damals 24 % des gesamten Verkehrsaufkommens bewältigte. Die Elektrifizierung dieser Strecke war 1956 abgeschlossen. Am 26. September 1954 sank die JNR-Eisenbahnfähre Tōya Maru zwischen Honshū und Hokkaidō. Das Unglück forderte 1128 Tote und gilt als ausschlaggebender Faktor dafür, dass mit der Planung des Seikan-Tunnels unter der Tsugaru-Straße begonnen wurde.

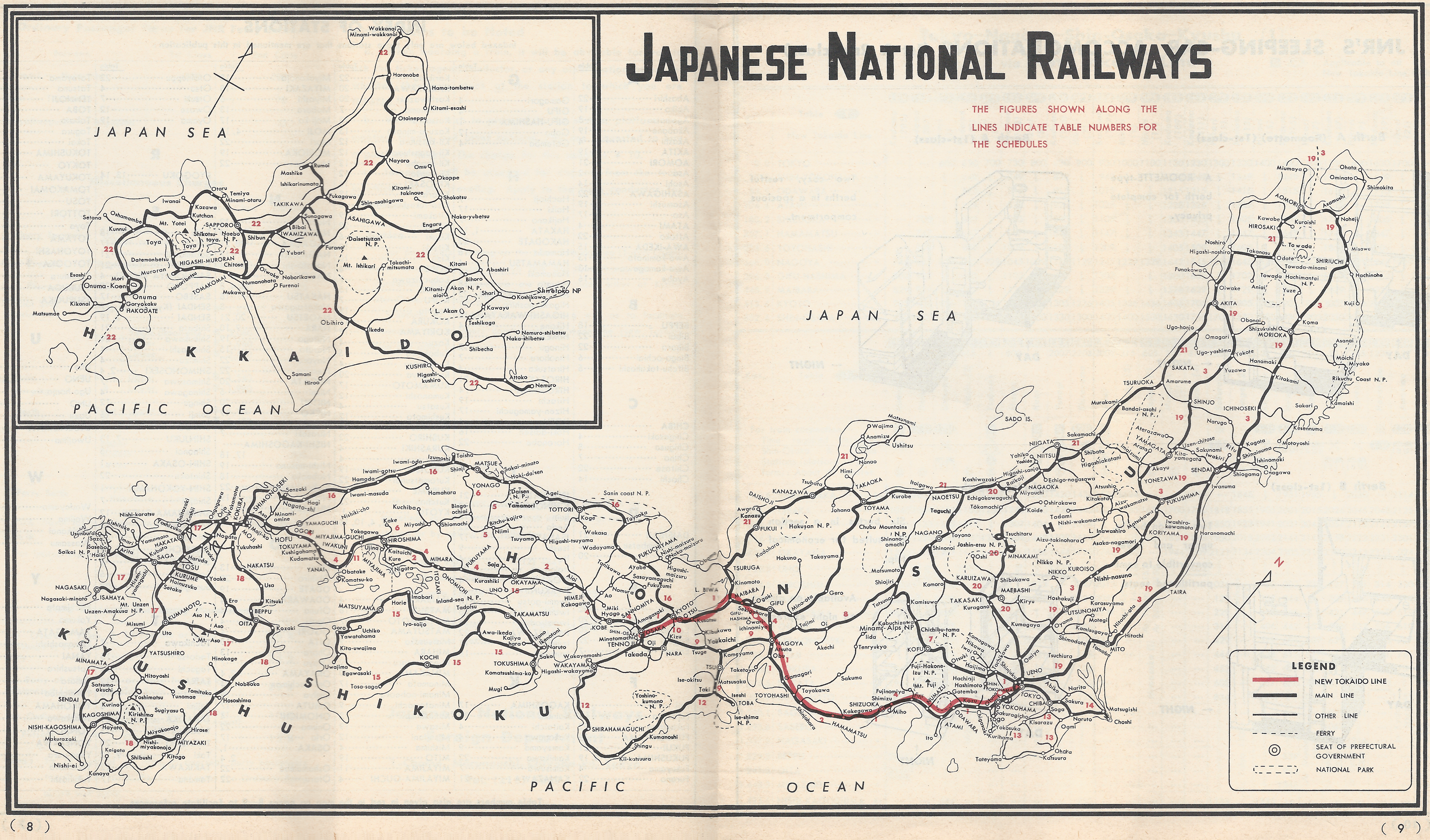
JNR-Streckennetz (1964)

Da die Tōkaidō-Hauptlinie wegen des einsetzenden Wirtschaftsbooms weiterhin an ihre Kapazitätsgrenzen stieß, trieb JNR-Präsident Sogō Shinji ab 1958 energisch das Projekt einer normalspurigen Hochgeschwindigkeitsstrecke voran. Ihre Finanzierung erfolgte unter anderem mit einem Darlehen der Weltbank. Das Budget wurde massiv überschritten: Sogō hatte die ursprünglichen Kostenschätzungen bewusst deutlich zu tief angesetzt, um die Zustimmung auf politischer Ebene zu erhalten. Als der Skandal 1963 aufflog, zog er die Konsequenzen und trat zurück. Dessen ungeachtet konnte die Tōkaidō-Shinkansen zwischen Tokio und Osaka am 1. Oktober 1964 nach fünfjähriger Bauzeit eingeweiht werden, womit Japan die weltweite Führungsrolle in der Eisenbahntechnologie übernahm.
Der Güterverkehr auf nichtelektrifizierten Strecken wurde in den 1960er Jahren weiterhin zu einem bedeutenden Teil mit Dampflokomotiven abgewickelt. Die Entwicklung leistungsstarker Diesellokomotiven verzögerte sich, wofür insbesondere die starken Einschränkungen der Achslast auf dem japanischen Kapspurnetz verantwortlich waren. Die letzten mit Dampflokomotiven bespannten Züge im Personenverkehr verkehrten 1975, für das Rangieren von Güterzügen blieben sie bis 1976 im Einsatz.

### Strukturelle Probleme und Staatsbahnprivatisierung

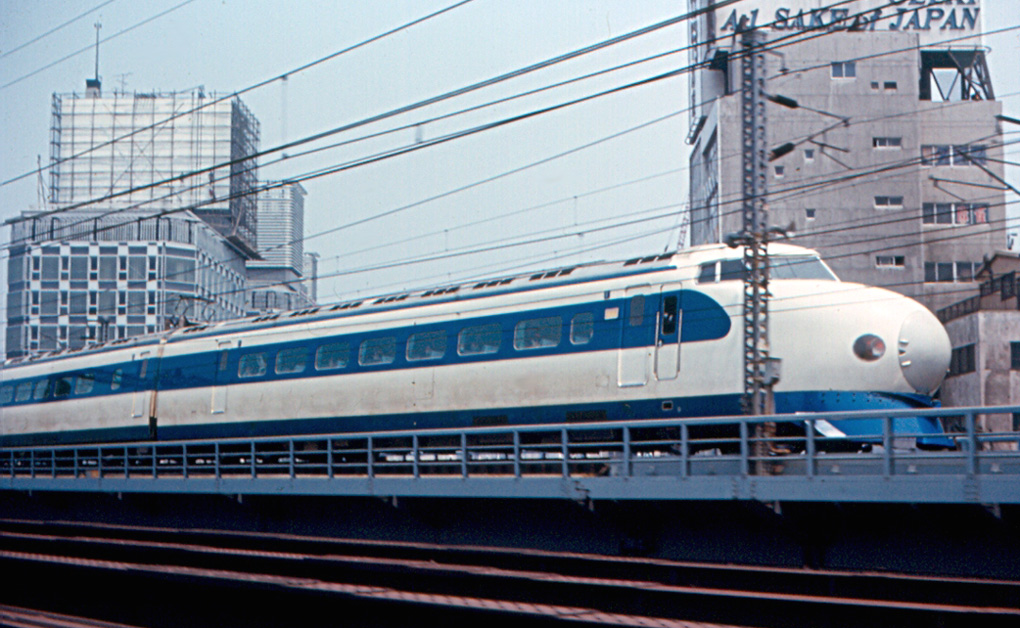
Shinkansen-Baureihe 0 (1967)

Gemessen am gesamten Verkehrsaufkommen hatten die privaten Bahngesellschaften und die Staatsbahn im Jahr 1950 zusammen einen Marktanteil von 92 % im Personen- und 52 % im Güterverkehr. Aufgrund der Massenmotorisierung (die in Japan etwa ein Jahrzehnt später einsetzte als in Westeuropa) sank dieser Anteil kontinuierlich bis auf 40 bzw. 8 % im Jahr 1980. Das Verkehrsaufkommen nahm aber insgesamt dennoch deutlich zu und die JNR hatte große Mühe, mit der Nachfrage in den sich ausdehnenden Metropolregionen Schritt zu halten.
Während die JNR beim Kapazitätsausbau auf finanzielle Unterstützung des Staates zählen konnte, waren die Privatbahnen weitgehend auf sich allein gestellt. Der Staat machte ihnen Vorschriften bei den Fahrpreisen, verweigerte aber auch Subventionen, sodass sie auf Einnahmen aus bahnfremden Geschäftsfeldern angewiesen waren. Sie investierten überwiegend in den Ausbau der Bahnhöfe, um längere Züge einsetzen zu können. Obwohl öffentliche Körperschaften große Planstädte planten, blieben Streckenneubauten zunächst weitgehend aus, da die Privatbahnen davon keinen Profit erwarten konnten. Dies änderte sich 1972, als der Staat über die Japan Railway Construction Public Corporation (JRCPC) auch den Bau von Bahnstrecken zu subventionieren begann, die nicht der JNR gehörten. Die JRCPC förderte auch den Bau zusätzlicher Streckengleise und direkter Verbindungen zu U-Bahn-Linien. Für den Ersatz ebenerdiger Abschnitte durch Dämme und Viadukte waren die Straßenverkehrsbehörden zuständig, da die Kreuzungsfreiheit zu flüssigem und sicherem Straßenverkehr beiträgt.
1964 war das letzte Jahr, in welchem die JNR einen Gewinn erzielte. Vergeblich versuchte sie wieder in die Gewinnzone zurückzukehren. Beispielsweise erhöhte sie 1976 die Fahrpreise um 50 %, was eine markante Verlagerung zum motorisierten Individualverkehr bewirkte und im ländlichen Raum zu zahlreichen Streckenstilllegungen führte. Andererseits protestierten die Gewerkschaften mit langen Streiks gegen Personalabbau. Da die Regierung die Subventionen laufend kürzte, wurde der Schuldenberg immer größer. Dennoch musste sich die JNR dem politischen Druck beugen und mithilfe von Krediten große Investitionen tätigen, darunter den Bau weiterer Shinkansen-Strecken. Um den finanziellen Kollaps der JNR zu verhindern, setzte die Regierung 1983 die „Kommission zur Sanierung der Japanischen Staatsbahn“ ein, die zwei Jahre später einen umfassenden Bericht vorlegte. Auf dieser Grundlage beschloss das Parlament auf den 1. April 1987 die Privatisierung des Staatsbetriebs und seine Aufspaltung in sieben eigenständige Gesellschaften der JR-Gruppe.

### Weitere Entwicklung

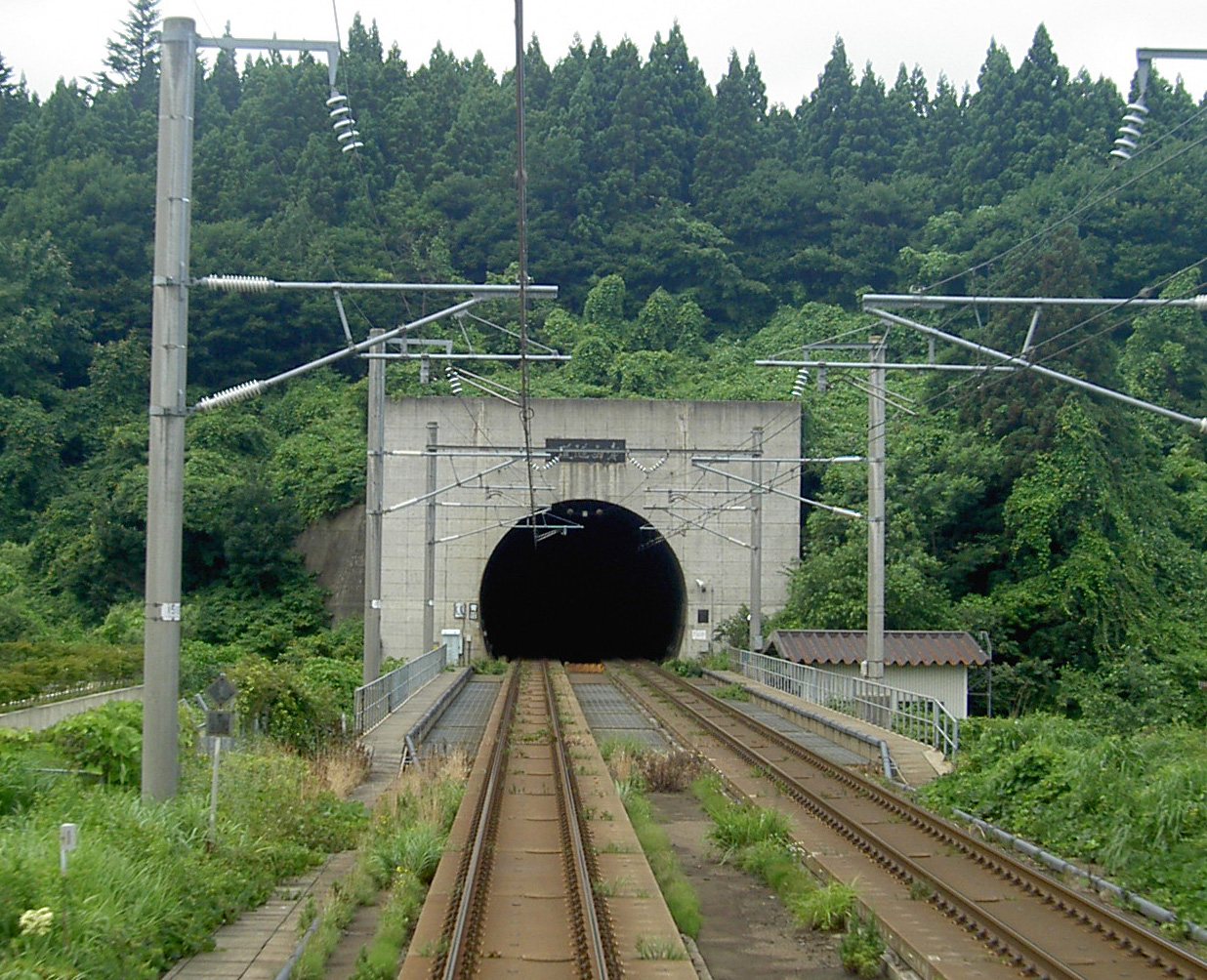
Südportal des Seikan-Tunnels

1988 erhielten zwei Inseln innerhalb eines Monats eine feste Eisenbahnverbindung zur Hauptinsel Honshū: Nach knapp zehnjähriger Bauzeit wurde im März die Seto-Ōhashi-Brücke nach Shikoku eröffnet. Im April folgte fast 24 Jahre nach Baubeginn die Eröffnung des 53,85 km langen Seikan-Tunnels nach Hokkaidō, des damals längsten Eisenbahntunnels der Welt.
Die JNR hatte einen Schuldenberg von 37 Billionen Yen (ca. 455 Milliarden D-Mark) angehäuft. Nur von den drei Personenverkehrsgesellschaften auf Honshū (JR Central, JR East und JR West) konnte ein profitabler Betrieb erwartet werden, während man bei den vier anderen (JR Hokkaido, JR Kyushu, JR Shikoku und JR Freight) im günstigsten Fall von einem ausgeglichenen Betriebsergebnis ausging. Die drei Gesellschaften auf Honshū übernahmen 31 % der JNR-Schulden, eine staatliche Auffanggesellschaft trug den Rest. Die Privatisierung ist bis heute nur zum Teil vollzogen worden: Während JR Central, JR East und JR West hochprofitabel sind und ihre Aktien frei an der Börse gehandelt werden, sind die vier übrigen Gesellschaften indirekt weiterhin in Staatsbesitz und auf Unterstützung mittels Quersubventionierungen angewiesen.
Die Revision des Eisenbahngeschäftsgesetzes im Jahr 2000 liberalisierte den Schienenverkehr weiter und führte bei kleineren Privatbahnen vermehrt zu Streckenstilllegungen bzw. deren Ersatz durch Buslinien. Allerdings sind diese Stilllegungen auch auf den Bevölkerungsrückgang in ländlichen Gebieten zurückzuführen. Um diesen Trend aufzuhalten, gab ein 2007 beschlossenes Gesetz den Gebietskörperschaften erstmals die Möglichkeit, lokale Verkehrsnetze zu unterstützen und unternehmensübergreifende Fahrscheinangebote einzuführen. Ebenso ist es nun möglich, ähnlich wie in Europa das Eigentum an den Bahnanlagen und den Betrieb von Zügen rechtlich zu trennen.
Das Tōhoku-Erdbeben am 11. März 2011, das stärkste je in Japan gemessene, richtete zusammen mit dem nachfolgenden Tsunami große Schäden am Schienennetz an. 325 km Bahnstrecken und 23 Bahnhöfe wurden zerstört, sieben Züge entgleisten. JR East musste wegen verbogener Schienen oder heruntergerissener Fahrleitungen auf fast allen Strecken den Betrieb unterbrechen. Während im Großraum Tokio der Betrieb nach wenigen Tagen wieder normal verlief, nahm die Instandstellung der Tōhoku-Shinkansen 49 Tage in Anspruch. Mehrere Strecken an der Pazifikküste wurden nicht wieder aufgebaut; stattdessen asphaltierte man die Trasse und richtete darauf BRT-Systeme ein. Die wegen der Nuklearkatastrophe von Fukushima unterbrochene Jōban-Linie ist seit März 2020 wieder durchgehend befahrbar.

## Eisenbahnmuseen und Nostalgie

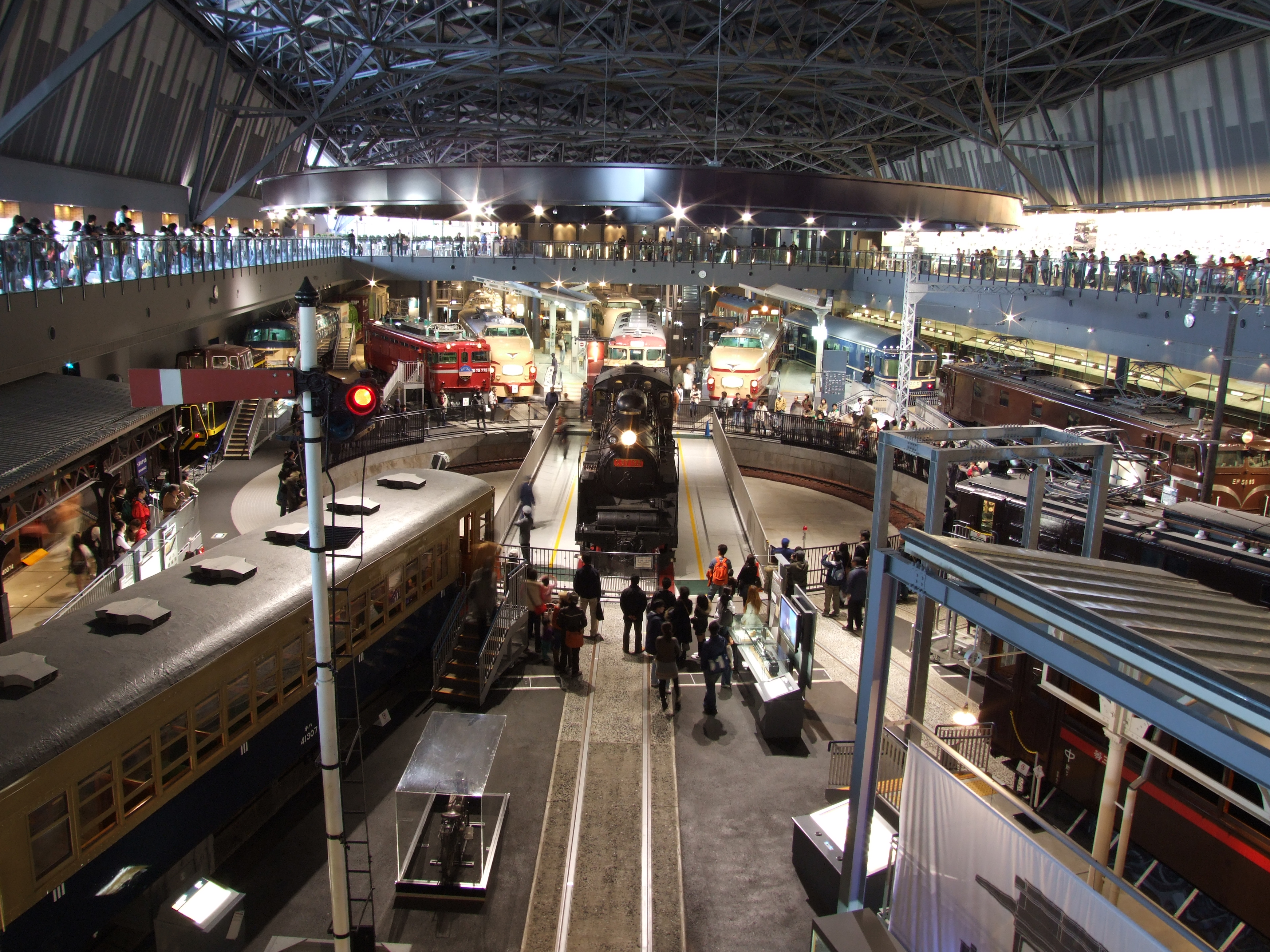
Eisenbahnmuseum Saitama

Das erste japanische Eisenbahnmuseum wurde 1921 provisorisch beim Bahnhof Tokio eingerichtet und zog 1936 zum Bahnhof Manseibashi (dem Ausgangspunkt der Chūō-Hauptlinie) um. Es blieb das einzige Museum dieser Art während der Vorkriegszeit. Ernsthafte Bemühungen zum Erhalt von historischen Schienenfahrzeugen begannen in den 1950er Jahren. Nachdem 1962 gleich drei bedeutende Museen neu eröffnet worden waren, folgten in den nächsten Jahrzehnten zahlreiche weitere. Ebenso bildeten sich Non-Profit-Organisationen, die sich um den Erhalt einzelner Lokomotiven und Wagen kümmern.
Zu den größten Eisenbahnmuseen des Landes gehören das Eisenbahnmuseum Saitama in Saitama (trat 2007 die Nachfolge des Museums in Tokio-Manseibashi an), das Eisenbahnmuseum Kyōto in Kyōto, der Ōme-Eisenbahnpark in Ōme, der SCMaglev and Railway Park in Nagoya, das Mojikō Retro in Kitakyūshū, das Keio Rail-Land in Hino, das Tōbu Museum in Tokio und das Städtische Museum von Otaru. Weitere Objekte der japanischen Eisenbahngeschichte sind im Freilichtmuseum Meiji Mura in Inuyama zu finden. Hinzu kommen Dutzende kleinere Museen von lokaler Bedeutung. Zahlreiche eisenbahngeschichtliche Kulturgüter sind als Japanisches Eisenbahndenkmal geschützt.
Eigentliche Museumsbahnen, deren Infrastruktur zum Zweck unterhalten wird, historische Fahrzeuge verkehren zu lassen, sind selten. Dazu gehören die Usui-tōge Tetsudō Bunkamura, die Sagano Kankō Tetsudō, die Sakuradani Keiben Tetsudō und die Shuzenji Romney Railway. Weitaus häufiger sind Sonderfahrten auf Strecken, die weiterhin dem gewöhnlichen Personenverkehr dienen. Bekannte Beispiele dafür sind die Ōigawa-Hauptlinie in der Präfektur Shizuoka und die Yamaguchi-Linie in der Präfektur Yamaguchi. Ebenfalls weit verbreitet sind die Joyful Trains (ジョイフルトレイン, joifuru torein). Dabei handelt es sich um Ausflugszüge, die aus eigens umgebauten Wagen bestehen. In manchen Fällen sind sie sehr luxuriös ausgestattet oder einem bestimmten kulturellen Thema gewidmet.